# Liste der Kulturdenkmale in Radeberg

Wappen

In der Liste der Kulturdenkmale in Radeberg sind die Kulturdenkmale der sächsischen Stadt Radeberg verzeichnet, die bis September 2024 vom Landesamt für Denkmalpflege Sachsen erfasst wurden (ohne archäologische Kulturdenkmale). Die Anmerkungen sind zu beachten.
Diese Liste ist eine Teilliste der Liste der Kulturdenkmale im Landkreis Bautzen.

## Aufteilung
Wegen der großen Anzahl von Kulturdenkmalen in Radeberg sind die Kulturdenkmale in den Ortsteilen in Teillisten aufgeführt.
| Kulturdenkmale in Radeberg-… |
| ---------------------------- |
| Großerkmannsdorf             |
| Liegau-Augustusbad           |
| Ullersdorf                   |

## Liste der Kulturdenkmale in Radeberg
| Bild                                    | Bezeichnung | Lage                                                           | Datierung | Beschreibung | ID       |
| --------------------------------------- | --- | -------------------------------------------------------------- | --- | --- | -------- |
|                                         | Denkmalschutzgebiet Altstadt Radeberg (Vorschlag) | (Karte)                                                        | | Denkmalschutzgebiet Altstadt Radeberg | 09301954 |
| Direkt Bild zu diesem Denkmal hochladen | Bahnbrücke über das Goldbachtal | (Flurstück 1527/29) (Karte)                                    | 1845/1860 (zwei Brückenteile zu einer Brücke vereint) | Zwei baulich miteinander verbundene Brücken am Eisenbahn-Km 85,900 der Strecke 6212 (Bahnstrecke Görlitz–Dresden), hoher Originalitätsgrad, anschauliches Zeugnis der Ingenieursbaukunst und der Verkehrsgeschichte zur Mitte des 19. Jahrhunderts, mächtiges Bauwerk fügt sich harmonisch in das Orts- und Landschaftsbild ein, technikgeschichtliche, ortsgeschichtliche und ortsbildprägende Bedeutung | 09307488 |
|                                         | Wasserturm | (Eisenbahnanlage) (Karte)                                      | 1895 | An der Eisenbahnanlage gelegen, eisenbahngeschichtlich und technikgeschichtlich von Bedeutung. Der markante, rund 16 Meter hohe Wasserturm aus rotem Klinkermauerwerk mit auskragendem, hellem Turmkopf wurde 1895 am Bahnhof Radeberg für die Versorgung der Dampflokomotiven an der Bahnstrecke Görlitz–Dresden errichtet. Das Wasser wurde mittels eines etwa 100 m südöstlich der Hospitalbrücke am linken Ufer der Großen Röder dafür gebauten Pumpwerkes in den etwa 600 m entfernten und ca. 26 m über dem Röder-Niveau gelegenen Hochbehälter gepumpt. Als die Radeberger Exportbierbrauerei eine eigene Wasserversorgung aus dem Karswald aufbaute, wurde der Wasserturm an diese Leitung angeschlossen und das Pumpwerk stillgelegt. Der konische Turmschaft wird durch ein vorspringendes Eingangshäuschen erschlossen und durch schmale Gurtgesimse oberhalb des Sockels sowie am Übergang zum Turmkopf akzentuiert. Den stählernen Wasserbehälter (Typ Intze I) umschließt ein filigranes Eisenfachwerkgerüst, das über einer Hohlkehle weit auskragt und verputzt ist. Es trägt den Schriftzug „Radeberg“. Hochrechteckig schmale, jeweils paarweise angeordnete Fenster sorgen für die Belichtung des Behältergeschosses, dessen oberer Abschluss mit einem schiefergedeckten Kegeldach gestaltet ist. Die ursprüngliche Entlüftungshaube auf dem Dach ist nicht erhalten, an der Gleisseite finden sich Reste des Wasserstandsanzeigers. Der Wasserturm befindet sich in unsaniertem Originalzustand, er wird jedoch nicht mehr für die Wasserspeicherung genutzt. Als Zeugnis für die Entwicklung der Wasserversorgung im Eisenbahnwesen Ende des 19. Jahrhunderts ist er von technik- und eisenbahngeschichtlichem Wert. | 09285333 |
| Weitere Bilder                          | Bahnhof Radeberg; Empfangsgebäude und weiteres Bahnhofsgebäude | Am Bahnhof 2, 3 (Karte)                                        | 1845 Erstes Empfangsgebäude; 1876 (Erweiterung Personenbahnhof, Neubau Wirtschaftsgebäude); 1898 (Neubau Empfangsgebäude) | Eisenbahngeschichtlich von Bedeutung. Empfangsgebäude (Nummer 2, Flurstück Nummer 1527/19): symmetrischer, breitgelagerter, 1898 anstelle des ersten, 1845 an der Bahnstrecke Görlitz–Dresden errichteten Stationsgebäudes, mit zwei pavillonartigen Flügeln und einer nach 1914 eingefügten, mittig an der Straßenseite vorspringenden Empfangshalle, roter Klinker. Weiteres zum Bahnhof gehörendes Gebäude, das 1894 gebaute "Beamtenwohnhaus" (Nummer 3, Flurstück Nummer 2193) aus gelben und roten Klinkern. | 09285450 |
| Direkt Bild zu diesem Denkmal hochladen | Reihenhaus | Am Steinhübel 1, 2, 3, 4 (Karte)                               | Um 1910 | Innerhalb der Ernst-Braune-Siedlung gelegen, baugeschichtlich von Bedeutung, vier Eingänge, Sandsteinsockel, Erdgeschoss-Fensterläden, bänderartige Eingangsumrahmung (gebrannte Ziegel) | 09285503 |
|                                         | Wohnhaus | An den Dreihäusern 9 (Karte)                                   | 1. Hälfte 19. Jahrhundert | Gemarkung Lotzdorf, Fachwerk, baugeschichtlich von Bedeutung | 09285277 |
| Weitere Bilder                          | Evangelische Stadtkirche Zum Heiligen Namen Gottes und Denkmal Bürgermeister Seydel | An der Kirche (Karte)                                          | Weihe 1730, Umbau 1887–1889; barock (Grabdenkmal des Bürgermeisters Christoph Seydel) | Baugeschichtlich und ortsgeschichtlich von Bedeutung. Die ursprünglich Ende des 15. Jahrhunderts gebaute Kirche brannte 1714 aus. 1730 erfolgte die Weihe des Neubaus. 1887–1889 wurde die Kirche umgebaut und der Turm errichtet. 1887 Beginn des Turmumbaus, 1889 rekonstruierte Kirche geweiht, bereits 1498 existierte dort ein Vorgängerbau, darauf deutet die Umsetzung einer spätgotischen Tür beim späteren Kirchenumbau hin. Als Architekten werden die Leipziger Weidenbach und Kaeppler genannt. Die Kirche ist ein Putzbau mit Sandsteinelementen. Der Turm ist vollständig mit Sandstein verkleidet und mit einer Kupferhaube bedeckt. An der Nordostwand der Kirche Denkmal des Bürgermeisters Christoph Seydel (gestorben 1747). Sandstein, Barockformen. 1997 neues Bronzegeläut, laut ALK-Daten keine Hausnummer, Flst. 39. | 09285033 |
|                                         | Diakonat; Wohnhaus in offener Bebauung | An der Kirche 2 (Karte)                                        | Um 1800 | Baugeschichtlich und ortsgeschichtlich von Bedeutung, originale Haustür | 09285035 |
|                                         | Stadtschule | An der Kirche 3 (Karte)                                        | Um 1820 | Realschule, ortsgeschichtlich und straßenbildprägend von Bedeutung. Großer Baukörper, Walmdach. Originales Portal, leider neue Fenster. | 09285034 |
|                                         | Wohnhaus in offener Bebauung, ehemaliges Archidiakonat | An der Kirche 6 (Karte)                                        | 1. Hälfte 19. Jahrhundert | Baugeschichtlich von Bedeutung | 09285030 |
|                                         | Pfarrhaus mit Nebengebäude | An der Kirche 5 (Karte)                                        | Um 1800 | Baugeschichtlich und ortsgeschichtlich von Bedeutung. Breitgelagertes Haus mit Walmdach. Originales schönes Portal und ebensolche Haustür. Hintergebäude mit gebrochenem Dach, laut ALK-Daten Hausnr. 7 | 09285031 |
|                                         | Denkmal für die Gefallenen der Schlacht bei Bautzen | bei An der Kirche 5 (Alter Kirchhof, vor dem Pfarramt) (Karte) | 1839 | Ortsgeschichtlich von Bedeutung. Dreistufiger Sockel mit Postament und Deckplatte mit Helm, laut ALK-Daten bei Nummer 7. Siehe auch Ehrenmal Major F. G. Probsthain. Ehrenmal (Grabmal mit Gruft) für den Major Friedrich Gottlieb Probsthain (1778–1839), Kommandant der Königl. Sächs. Brigade der Reitenden Artillerie Radeberg, Ritter der Königlich-Französischen Ehrenlegion. Eingeweiht zu seiner Beisetzung am 9. November 1839 auf dem Kirchhof Radeberg (vor der Superintendentur). | 09285032 |
|                                         | Mietshaus in geschlossener Bebauung mit Hofdurchfahrt | August-Bebel-Straße 2 (Karte)                                  | Vor 1900 | Baugeschichtlich von Bedeutung, dreigeschossig, Klinkerfassade, Austritte im ersten und zweiten Obergeschoss | 09285235 |
|                                         | Mietshaus mit Laden in geschlossener Bebauung und Hofdurchfahrt | August-Bebel-Straße 4 (Karte)                                  | Vor 1900 | Baugeschichtlich von Bedeutung. Erstes und zweites Obergeschoss Klinker. Giebel über der Mittelachse. | 09285234 |
|                                         | Mietshaus in geschlossener Bebauung mit Hinterhaus | August-Bebel-Straße 6 (Karte)                                  | Vor 1900 | Baugeschichtlich von Bedeutung. Erstes und zweites Obergeschoss Klinker, Neorenaissance-Giebel. | 09285233 |
|                                         | Villa mit Einfriedung und zwei Hofeinfahrtspfeilern | Badstraße 1 (Karte)                                            | Um 1870 | Zeugnis der Stadterweiterung Ende des 19. Jahrhunderts, baugeschichtlich von Bedeutung. Sandsteingewände, klassizistische Schmuckformen, Mittelrisalit, Fensterüberdachungen seitlich und Mitte Erdgeschoss, erstes Obergeschoss Dreifachfenster. | 09285531 |
| Weitere Bilder                          | Villa mit Einfriedung und zwei Hofeinfahrtspfeilern | Badstraße 8 (Karte)                                            | Um 1870/1880 | Zeugnis der Stadterweiterung Ende des 19. Jahrhunderts, baugeschichtlich von Bedeutung, Mittelvorsprung mit Loggien, Mittelgiebel, seitlich Ochsenaugen, Bleiverglasung in Loggia, vornehme Gestaltung | 09285529 |
| Weitere Bilder                          | Wohnhaus mit Einfriedung | Badstraße 9 (Karte)                                            | Um 1900 | Zeugnis der Stadterweiterung Ende des 19. Jahrhunderts, baugeschichtlich von Bedeutung, Sandsteingewände, Dachausbauten | 09285315 |
| Weitere Bilder                          | Wohnhaus mit Einfriedung und Nebengebäude | Badstraße 10 (Karte)                                           | Um 1900 | Zeugnis der Stadterweiterung Ende des 19. Jahrhunderts, baugeschichtlich von Bedeutung, Mittelrisalit mit Dreiecksgiebel, ornamentaler Fries über erstem Obergeschoss, Balkon, Sandsteingewände | 09285318 |
| Weitere Bilder                          | Doppelwohnhaus mit Einfriedung | Badstraße 11, 13 (Karte)                                       | Nach 1900 | Aufwendig gestaltet, Zeugnis der Stadterweiterung Ende des 19. Jahrhunderts, baugeschichtlich von Bedeutung. Farbiges Glas in Veranden, Giebel holzverbrettert, farbig bemalt (Heimatstil). | 09285314 |
| Weitere Bilder                          | Wohnhaus mit Einfriedung | Badstraße 12 (Karte)                                           | Um 1900 | Villenartig, Zeugnis der Stadterweiterung Ende des 19. Jahrhunderts, baugeschichtlich von Bedeutung, Einfahrtspfeiler, Klinkerblendornamentik | 09285317 |
| Weitere Bilder                          | Wohnhaus | Badstraße 14 (Karte)                                           | Bezeichnet mit 1904 | Villenartig, Zeugnis der Stadterweiterung Ende des 19. Jahrhunderts, baugeschichtlich von Bedeutung | 09285316 |
| Weitere Bilder                          | Wohnhaus | Badstraße 15 (Karte)                                           | Um 1900 | Villenartig, Zeugnis der Stadterweiterung Ende des 19. Jahrhunderts, baugeschichtlich von Bedeutung, seitlicher Anbau, Bleiglasfenster | 09285313 |
|                                         | Wohnhaus | Badstraße 25 (Karte)                                           | Um 1880 | Zeugnis der Stadterweiterung Ende des 19. Jahrhunderts, baugeschichtlich von Bedeutung | 09300429 |
|                                         | Wohnhaus | Badstraße 29 (Karte)                                           | Um 1880 | Gemarkung Lotzdorf, Zeugnis der Stadterweiterung Ende des 19. Jahrhunderts, baugeschichtlich von Bedeutung, zweigeschossiger Putzbau mit Gurt- und profiliertem Traufgesims, Fassade durch dreiachsigen Risalit mittig akzentuiert, Fensterbedachungen, Dachausbauten, unten Putzritzungen, Giebel mit Türmchen, Sandsteingewände | 09285311 |
| Weitere Bilder                          | Doppelwohnhaus einer Genossenschaft | Badstraße 45, 47 (Karte)                                       | 1920er Jahre | Gemarkung Lotzdorf, sozialgeschichtlich von Bedeutung, originaler Zustand mit Fensterläden, gestalteten Portalen, Fensterband über das Treppenhaus | 09285307 |
| Weitere Bilder                          | Doppelwohnhaus einer Genossenschaft | Badstraße 49, 51 (Karte)                                       | 1920er Jahre | Gemarkung Lotzdorf, sozialgeschichtlich von Bedeutung, fehlende Fensterläden, zwei Eingänge, gestaltete Portale, Fensterband über der Tür | 09285306 |
|                                         | Wohnanlage Eschebach (Sachgesamtheit) | Bahnhofstraße 1, 2, 3, 4, 5, 6, 7, 8 (Karte)                   | Um 1910 | Sachgesamtheit einer Wohnanlage der ehemaligen Eschebach-Werke: acht Wohnhäuser in Reihe und durch Hecken begrenzte Vorgärten; sozialgeschichtlich und straßenbildprägend von Bedeutung, zweigeschossig, Mittelbau mit Tordurchfahrt, Sandsteingewände | 09301650 |
| Weitere Bilder                          | Eschebach-Werk; Fabrikanlage mit verschiedenen Gebäuden: Haus 2 (Hauptbau entlang der Straße), Haus 28 (Verwaltung / Büros?) und Haus 29 (ehemals Garagen?) | Bahnhofstraße 9, 10 (Karte)                                    | Um 1910 | Industriegeschichtlich von Bedeutung und straßenbildprägender Wert: - Haus 2: Mittelrisalit mit geschwungenem Giebel, Stuckschmuck, zum großen Teil originale, vielsprossige Fenster - Haus 28: Putzbau mit Klinkergliederung an Ecken und Fenstern, Giebel mit Aufsätzen - Haus 29: Putzbau mit Klinkergliederung an Ecken, Fenster und Giebel | 09285486 |
|                                         | Mietshaus mit Laden | Bahnhofstraße 20,21 (Dresdener Straße 19) (Karte)              | Um 1910 | Baugeschichtlich und straßenbildprägend von Bedeutung, drei Erker, Kopfbau | 09285489 |
| Weitere Bilder                          | Doppelwohnhaus einer Genossenschaft | Beethovenweg 1 (Karte)                                         | Um 1920 | Sozialgeschichtlich von Bedeutung, Fensterband über eingeschnittenen Portalen, Hauptgesims stark profiliert, fehlende Fensterläden | 09285308 |
| Weitere Bilder                          | Doppelwohnhaus einer Genossenschaft | Beethovenweg 2 (Karte)                                         | Um 1920 | Sozialgeschichtlich von Bedeutung, Fensterband über eingeschnittenen Portalen, Hauptgesims stark profiliert, fehlende Fensterläden | 09285309 |
| Weitere Bilder                          | Doppelwohnhaus einer Genossenschaft | Beethovenweg 3 (Karte)                                         | Um 1920 | Sozialgeschichtlich von Bedeutung, Fensterband über eingeschnittenen Portalen, Hauptgesims stark profiliert, fehlende Fensterläden | 09285310 |
| Weitere Bilder                          | Doppelwohnhaus einer Genossenschaft | Beethovenweg 10, 11 (Karte)                                    | Um 1920 | Sozialgeschichtlich von Bedeutung, zweigeschossiger Putzbau mit zwei Eingängen, über den Eingängen Relieffelder mit figürlichen Darstellungen, Walmdach mit Dachhecht, bis 2008 irrtümlich unter Beethovenstraße erfasst | 09301628 |
| Direkt Bild zu diesem Denkmal hochladen | Stadtgut; Wohnhaus in offener Bebauung und Verwaltungsbau des ehemaligen Schlachthofes | Bruno-Thum-Weg 2 (Pulsnitzer Straße 47) (Karte)                | Bezeichnet mit 1897 | Ortsgeschichtlich und baugeschichtlich von Bedeutung, Sandsteingewände und -lünetten, Stallgebäude mit Terrakottakopf eines Bullen (Abbruch) | 09285524 |
|                                         | Einbogige Sandsteinbrücke | Dr.-Albert-Dietze-Straße (Karte)                               | Bezeichnet mit 1891 | Verkehrsgeschichtlich von Bedeutung | 09285319 |
| Weitere Bilder                          | Denkmal zum Gedenken an die Gründung des Deutschen Reiches 1871 und an die Feldzüge 1866 und 1870/1871 | Dr.-Rudolf-Friedrichs-Straße (Ecke Badstraße) (Karte)          | 1879 | Ortsgeschichtlich von Bedeutung, Sandstein mit Postament und Helmaufsatz | 09285305 |
|                                         | Wohnhaus in offener Bebauung mit Einfriedung | Dr.-Rudolf-Friedrichs-Straße 7 (Karte)                         | Vor 1900 | Zeugnis der Stadterweiterung um 1900, baugeschichtlich von Bedeutung, Zierfachwerkgitter, Klinkerblendgiebel, Mittelgiebel in vorgezogener, hochgezogener Mitte | 09285290 |
|                                         | Wohnhaus in offener Bebauung mit Einfriedung | Dr.-Rudolf-Friedrichs-Straße 9 (Karte)                         | Vor 1900 | Zeugnis der Stadterweiterung um 1900, baugeschichtlich von Bedeutung, Klinkerblender, hochgezogene Mitte, Zierfachwerk | 09285298 |
|                                         | Wohnhaus in offener Bebauung mit Einfriedung | Dr.-Rudolf-Friedrichs-Straße 12 (Karte)                        | Um 1900 | Gemarkung Lotzdorf, Zeugnis der Stadterweiterung um 1900, baugeschichtlich von Bedeutung, geschwungener Giebel, Mittelfenster im Dach mit Voluten | 09285291 |
|                                         | Wohnhaus in offener Bebauung mit Einfriedung | Dr.-Rudolf-Friedrichs-Straße 15 (Karte)                        | Um 1900 | Zeugnis der Stadterweiterung um 1900, baugeschichtlich von Bedeutung, vorgezogene Mitte mit Balkon und Mittelgiebel | 09285292 |
|                                         | Wohnhaus in offener Bebauung mit Einfriedung | Dr.-Rudolf-Friedrichs-Straße 17 (Karte)                        | Um 1900 | Zeugnis der Stadterweiterung um 1900, baugeschichtlich von Bedeutung, Mittelrisalit mit gebrochenem Giebel | 09285294 |
|                                         | Wohnhaus in offener Bebauung mit Einfriedung | Dr.-Rudolf-Friedrichs-Straße 19 (Karte)                        | Um 1900 | Zeugnis der Stadterweiterung um 1900, baugeschichtlich von Bedeutung, Klinker im Obergeschoss, vorgezogene Mitte, plastischer figürlicher Schmuck am Mittelrisalit | 09285295 |
|                                         | Wohnhaus in offener Bebauung mit Einfriedung | Dr.-Rudolf-Friedrichs-Straße 25 (Karte)                        | Um 1900 | Aufwendig gestaltet, Zeugnis der Stadterweiterung um 1900, baugeschichtlich von Bedeutung, Mittelrisalit mit Balkons, Dachhaube mit Laterne | 09285296 |
|                                         | Wohnhaus mit Laden in Ecklage und Einfriedung | Dr.-Rudolf-Friedrichs-Straße 27 (Karte)                        | Um 1900 | Zeugnis der Stadterweiterung um 1900, baugeschichtlich und straßenbildprägend von Bedeutung, abgeschrägte Ecke mit Dachhaube, seitlicher Giebel, reich gestaltete Fensterbedachungen, Dreiecksgiebel mit plastisch-figürlichem Schmuck, mit Eckbalkons | 09285299 |
|                                         | Wohnhaus in Ecklage | Dr.-Rudolf-Friedrichs-Straße 29 (Karte)                        | Um 1900 | Zeugnis der Stadterweiterung um 1900, baugeschichtlich von Bedeutung, Seitenrisalit mit farbig verglaster Loggia, Putzornamentik | 09285300 |
|                                         | Gaststätte „Lindenhof“ in Ecklage | Dr.-Rudolf-Friedrichs-Straße 32 (Karte)                        | 1898 | Kopfbau zum Platz, baugeschichtlich, städtebaulich und straßenbildprägend von Bedeutung, abgeschrägte Ecke, Klinkerblender | 09285302 |
|                                         | Wohnhaus in offener Bebauung | Dr.-Rudolf-Friedrichs-Straße 33 (Karte)                        | Um 1900 | Zeugnis der Stadterweiterung um 1900, baugeschichtlich von Bedeutung, Obergeschoss Klinker, Sandsteingewände, Stuckschmuck | 09285303 |
|                                         | Villa | Dr.-Rudolf-Friedrichs-Straße 35 (Karte)                        | Bezeichnet mit 1913 | Baugeschichtlich von Bedeutung, Verwinkelter Bau, Putzornamentik, Relief mit Inschrift „Ora et labora Anno Domini 1913“ | 09285304 |
|                                         | Mietshaus in geschlossener Bebauung | Dr.-Wilhelm-Külz-Straße 5 (Karte)                              | 1910er Jahre | Baugeschichtlich und städtebaulich von Bedeutung | 09285228 |
|                                         | Mietshaus in geschlossener Bebauung | Dr.-Wilhelm-Külz-Straße 6 (Karte)                              | 1910er Jahre | Baugeschichtlich und städtebaulich von Bedeutung | 09285229 |
|                                         | Mietshaus in geschlossener Bebauung mit Tordurchfahrt | Dr.-Wilhelm-Külz-Straße 7 (Karte)                              | Um 1915 | Baugeschichtlich und städtebaulich von Bedeutung, drei Geschosse, sieben Achsen, ausgebautes Dachgeschoss, Putzfassade mit Putzgliederung, Fliesen, Sandstein-Fenstergewände, original: Fenster, Tor mit Oberlicht und Klinke, Treppenhaus, Treppenhausfenster mit farbigem Strukturglas, Außen-WC-Türen, schlichter Wohnbau im geschlossenen Straßenraum mit typischer kleinstädtischer Gewerbesituation in rückwärtiger Lage, laut ALK-Daten Werkstattgebäude und Hofpflasterung abgebrochen | 09285915 |
|                                         | Mietshaus in geschlossener Bebauung | Dr.-Wilhelm-Külz-Straße 8 (Karte)                              | Vor 1900 | Baugeschichtlich und städtebaulich von Bedeutung, Erdgeschoss Putznutung, Klinker im ersten und zweiten Obergeschoss | 09285230 |
|                                         | Wohnhaus in geschlossener Bebauung | Dr.-Wilhelm-Külz-Straße 10 (Karte)                             | Um 1830 | Baugeschichtlich und städtebaulich von Bedeutung. Drei Mittelachsen hochgezogen, mit Giebel. Zwei Dachausbauten. Originale Haustür. | 09285015 |
|                                         | Mietshaus in geschlossener Bebauung | Dr.-Wilhelm-Külz-Straße 12 (Karte)                             | Um 1905 | Baugeschichtlich und städtebaulich von Bedeutung. In den Obergeschossen weiße Verblendziegel. Blau glasierte Steine als Schmuckbänder. Originale Fenster, Hintergebäude laut ALK-Daten abgebrochen. | 09285014 |
|                                         | Radeberger Exportbierbrauerei; Brauereigebäude entlang der Straße bestehend aus Verwaltung, altem Maschinenhaus und alter Mälzerei mit Darre (1911) sowie Fassadenteil des dahinter liegenden Gebäudes                                                                 | Dresdener Straße 2 (Karte)                                     | 1911 (Mälzerei mit Darre); bezeichnet mit 1906 (Sozial- und Wirtschaftsgebäude) | Baugeschichtlich und technikgeschichtlich von Bedeutung, Fassade des Gebäudes hinter dem Hauptgebäude verblendet, nur noch spolienartig ein Giebelteil sichtbar davorgesetzt | 09285510 |
|                                         | Mietshaus mit Laden in Ecklage | Dresdener Straße 3 (Karte)                                     | 1890er Jahre | Baugeschichtlich und städtebaulich von Bedeutung, abgeschrägte Ecke mit Erker und Eckturm, Klinkerblendfassade, aufwendige Sandsteinverzierungen und -gewände | 09285469 |
| Direkt Bild zu diesem Denkmal hochladen | Mietshaus in geschlossener Bebauung | Dresdener Straße 5 (Karte)                                     | 1890er Jahre | Mit Klinkerblendfassade, baugeschichtlich und städtebaulich von Bedeutung, Mittelrisalit, Sandsteingewände | 09285470 |
|                                         | Villa | Dresdener Straße 6 (Karte)                                     | Um 1870/1880 | Baugeschichtlich und städtebaulich von Bedeutung, Dachgeschoss Klinker mit Zierfachwerk, Dachüberstand, großer Balkon | 09285498 |
| Direkt Bild zu diesem Denkmal hochladen | Mietshaus in geschlossener Bebauung | Dresdener Straße 7 (Karte)                                     | 1890er Jahre | Mit Klinkerblendfassade, baugeschichtlich und städtebaulich von Bedeutung, Mittelrisalit, Sandsteingewände | 09285471 |
|                                         | Villa | Dresdener Straße 8 (Karte)                                     | 1890er Jahre | Baugeschichtlich und städtebaulich von Bedeutung, mit Klinkern und vorgestellten Pilastern | 09285497 |
|                                         | Postamt | Dresdener Straße 9 (Karte)                                     | Bezeichnet mit 1894–1895 | Baugeschichtlich und ortsgeschichtlich von Bedeutung, abgeschrägte Ecke, Klinkerblenfassade, aufwendiges Portal aus Sandstein und Stuck, Giebel, originale Treppe (-geländer innen) und Fensterläden | 09285476 |
| Direkt Bild zu diesem Denkmal hochladen | Mietshaus in halboffener Bebauung | Dresdener Straße 11 (Karte)                                    | 1890er Jahre | Baugeschichtlich und städtebaulich von Bedeutung, Klinkerblendfassade, Sandsteingewände | 09285472 |
| Direkt Bild zu diesem Denkmal hochladen | Mietshaus mit Laden und Hofdurchfahrt in geschlossener Bebauung | Dresdener Straße 13 (Karte)                                    | 1890er Jahre | Baugeschichtlich und städtebaulich von Bedeutung, Klinkerblendfassade, Sandsteingewände | 09285473 |
| Direkt Bild zu diesem Denkmal hochladen | Mietshaus mit Laden und Hofdurchfahrt in geschlossener Bebauung | Dresdener Straße 15 (Karte)                                    | Um 1900 | Baugeschichtlich und städtebaulich von Bedeutung, dreigeschopssiger Putzbau, rundbogige Fenster- und Türgewände im Erdgeschoss, zwei Runderker mit eingestellten gemauerten Pfeilern im ersten Obergeschoss | 09285474 |
|                                         | Mietshaus mit Laden in Ecklage und geschlossener Bebauung | Dresdener Straße 17 (Karte)                                    | 1890er Jahre | Baugeschichtlich und städtebaulich von Bedeutung, abgeschrägte Ecke, große Fenster mit eingestellten gusseisernen Säulen, Obergeschoss Klinker mit Sandsteinelementen, aufwendig, Balkons zur Bahnhofstraße | 09285475 |
| Direkt Bild zu diesem Denkmal hochladen | Mietshaus mit Laden | Dresdener Straße 19 (Bahnhofstraße 20, 21) (Karte)             | Um 1910 | Baugeschichtlich und straßenbildprägend von Bedeutung, drei Erker, Kopfbau | 09285489 |
| Weitere Bilder                          | Katholische Pfarrkirche St. Laurentius | Dresdener Straße 31 (Karte)                                    | 1881 Baubeginn, 1883 Weihe | Baugeschichtlich von Bedeutung, im neogotischen Stil nach 14 Monaten Bauzeit am 12. August 1883 feierlich geweiht, Kirchensaal im ersten Obergeschoss, Erdgeschoss mit Wohn- und Arbeitsräumen des Pastors | 09285509 |
| Direkt Bild zu diesem Denkmal hochladen | Wohnhaus mit rückwärtigem Keller und Bruchsteinmauer zur Dresdener Straße | Dresdener Straße 34c (Karte)                                   | 17. Jahrhundert | Baugeschichtlich von Bedeutung. Wohnhaus: Obergeschoss Fachwerk, zum Teil verbrettert, zum Teil verputzt, Walmdach, weit überkragend. Keller: Bruchstein und Sandsteintürsturz. | 09285508 |
| Direkt Bild zu diesem Denkmal hochladen | Schornstein | Dresdener Straße 40, 42 (Karte)                                | 2. Hälfte 19. Jahrhundert | Industriegeschichtlich von Bedeutung. Großer stattlicher Bau mit Krüppelwalmdach, bestehend aus mehreren Gebäudeteilen. Vorderer Teil: im Giebel Dreifachfenster mit drei Bögen und Mittelrisalit, bei Objektbesichtigung am 2. Februar 2011 einvernehmlich mit Frau Reimann (LRA Bautzen/UD) Streichung entschieden, weil bereits bauliche Eingriffe erfolgt sind und Bausubstanz nicht ausreichend für Denkmalbegründung ist. Schornstein mit oktogonalem Grundriss und im Querschnitt runder Aufmauerung, Ziegelmauerwerk (Kanten durch Ziegelverband betont), nach oben sich verjüngend. Aufmauerung vermutlich zur Erhöhung des Schornsteins nach 1900. | 09285056 |
|                                         | Wohnhaus in offener Bebauung mit Einfriedung | Dresdener Straße 61 (Karte)                                    | Um 1900 | Baugeschichtlich und städtebaulich von Bedeutung, Loggien, Zierfachwerk, Dachüberstand | 09285493 |
|                                         | Wohnhaus in offener Bebauung mit Eingangstor | Dresdener Straße 63 (Karte)                                    | Bezeichnet mit 1897 | Baugeschichtlich und städtebaulich von Bedeutung, Holzbalkon, Loggia, hoher Giebel, darin bezeichnet, die Toreinfahrt besteht aus zwei Sandsteinpfeilern | 09285494 |
| Direkt Bild zu diesem Denkmal hochladen | Wohnhaus in offener Bebauung | Dresdener Straße 73 (Karte)                                    | Um 1910 | Baugeschichtlich und städtebaulich von Bedeutung, Fensterläden, einige farbige Bleiglasfenster | 09285443 |
| Direkt Bild zu diesem Denkmal hochladen | Wohnhaus in offener Bebauung | Dresdener Straße 75 (Karte)                                    | Um 1900 | Baugeschichtlich und städtebaulich von Bedeutung, Sandsteingewände, Veranda zugebaut | 09285442 |
| Direkt Bild zu diesem Denkmal hochladen | Wohnhaus in offener Bebauung | Dresdener Straße 77 (Karte)                                    | 1910/1920 | Baugeschichtlich und städtebaulich von Bedeutung, Putzgliederungen, zum Teil Fensterläden | 09285441 |
| Direkt Bild zu diesem Denkmal hochladen | Wohnhaus | Dresdener Straße 90 (Karte)                                    | Bezeichnet mit 1898 | Im Heimatstil, baugeschichtlich und städtebaulich von Bedeutung, Obergeschoss Klinker, Mittelrisalit, Dachhäuschen, originale Firstziegel mit Ornament | 09285440 |
|                                         | Sandsteinsäule mit zwei Figuren und Inschrifttafel für Eigenheimanlage | Eigenheimweg (Karte)                                           | 1920 | Künstlerisch und ortsgeschichtlich von Bedeutung, von Kolbe (Dr.-Loschwitz), Ulbricht und Richter (Radeberg) | 09285452 |
|                                         | Wohnhaus | Forststraße 1 (Karte)                                          | Um 1900 | Baugeschichtlich von Bedeutung, aufwändig gestaltet, mit zwei Türmchen, wurde irrtümlich bis Februar 2008 unter der Hausnummer 1a geführt | 09285445 |
| Direkt Bild zu diesem Denkmal hochladen | Wohnhaus in offener Bebauung und zurückgesetzt | Freudenberg 1 (Karte)                                          | Mitte 19. Jahrhundert | Baugeschichtlich von Bedeutung. Breitgelagerter, repräsentativer Bau, vielleicht ehemaliges öffentliches Gebäude. Abbruchgenehmigung 16. Dezember 1997. Wohnhaus stand bis 2003 irrtümlich unter „Am Freudenberg 2“ in der Denkmalliste, laut ALK-Daten 2008 lautet die Anschrift „Freudenberg“. | 09285140 |
|                                         | Humboldt-Gymnasium (ehemals Humboldtschule) mit Treppenanlage und Turnhalle | Freudenberg 9 (Karte)                                          | 1912 | Baugeschichtlich und ortsgeschichtlich von Bedeutung. Schulgebäude mit originaler Ausstattung (Türen, Wandbrunnen u. a.). Turnhalle mit schöner hölzerner Decke. Im Zuge der Erweiterung Humboldtschule ist Ruine der Reithalle abgerissen worden (2000), laut ALK-Daten 2008 lautet die Anschrift „Freudenberg“. | 09285172 |
| Weitere Bilder                          | Friedhof Radeberg (Sachgesamtheit) | Friedhofstraße (Karte)                                         | 1850–1945; nach 1945 (Soldatengrab und Soldatenfriedhof) | Sachgesamtheit Friedhof Radeberg mit folgenden Einzeldenkmalen: Friedhofskapelle, 6 Grabmale, 5 Grabanlagen, Gedenkstätte für die Opfer des Faschismus, Galvanoplastik eines Engels und Friedhofseinfriedung mit Toranlage (siehe Obj. 09285548), Friedhofsgestaltung (Gartendenkmal) sowie zwei Soldatenfriedhöfe für sowjetische und deutsche Gefallene des Zweiten Weltkrieges als Sachgesamtheitsteile; baugeschichtlich, künstlerisch und ortshistorisch von Bedeutung. Sowjetischer Soldatenfriedhof als rechteckige Anlage mit 59 Einzelgräbern, 21 deutsche Soldatengräber in Reihe mit Grabsteinen. Friedhofsgestaltung: alter Baumbestand und Baumalleen innerhalb der Anlage. | 09301673 |
| Weitere Bilder                          | Friedhofskapelle (Einzeldenkmal zu ID-Nr. 09301673) | Friedhofstraße (Karte)                                         | Um 1900 | Einzeldenkmal der Sachgesamtheit Friedhof Radeberg; baugeschichtlich, künstlerisch und ortshistorisch von Bedeutung. Hellroter Klinkerbau, überkuppelter Zentralbau mit zwei Flügeln und apsisartigem Anbau. | 09285548 |
| Weitere Bilder                          | 6 Grabmale (Einzeldenkmal zu ID-Nr. 09301673) | Friedhofstraße (Karte)                                         | 1830–1940 | Einzeldenkmale der Sachgesamtheit Friedhof Radeberg; künstlerisch und ortshistorisch von Bedeutung: - Engel als figürlicher Aufsatz eines ehemaligen Grabmals, Ende 19. Jahrhundert - Wandgrabmal der Familie Kliemann, Holzschnitzerei, nach 1941 - Wandgrabmal der Familie Friedrich Paul Köckritz mit trauernder weiblicher Figur (1875–1940), nach 1940 - Wandgrabmal der Familie Richard und Henriette Pietzsch, Porphyrstein mit mittiger Reliefplatte, darauf Pflug auf einem Feld vor aufgehender Sonne, nach 1926 - Wandgrabmal der Familie Trobisch, Ädikula, um 1900 - biedermeierliches Grabmal der Familie Senf mit Medaillon und Schleifenkranz, um 1830 | 09285548 |
| Weitere Bilder                          | 5 Grabanlagen (Einzeldenkmal zu ID-Nr. 09301673) | Friedhofstraße (Karte)                                         | 1894–1926 | Einzeldenkmale der Sachgesamtheit Friedhof Radeberg; künstlerisch und ortshistorisch von Bedeutung: - Wandgrabanlage der Familie Riemer mit Einfriedung, Gasthofbesitzer zu Lotzdorf, nach 1926 - Wandgrabanlage der Familie Maschke mit Einfriedung, Rittergutsbesitzer aus Lotzdorf, um 1894 - Wandgrabanlage der Familie Richter mit Einfriedung, Ädikulaarchitektur aus Sandstein mit Jugendstilelementen, in der Mitte auf einer Marmorplatte das Relief eines an einem Pult stehenden Engels, um 1905 - Grabanlage der Familie Ferdinand Koch, Fabrikbesitzer (1861–1922), Säulenarchitektur - Grabanlage der Familie Linke, um 1924 | 09285548 |
| Weitere Bilder                          | Gedenkstätte für die Opfer des Faschismus (Einzeldenkmal zu ID-Nr. 09301673) | Friedhofstraße (Karte)                                         | Nach 1945 | Einzeldenkmal der Sachgesamtheit Friedhof Radeberg; baugeschichtlich, künstlerisch und ortshistorisch von Bedeutung | 09285548 |
| Direkt Bild zu diesem Denkmal hochladen | Galvanoplastik eines Engels (Einzeldenkmal zu ID-Nr. 09301673) | Friedhofstraße (Karte)                                         | Um 1900 | Einzeldenkmale der Sachgesamtheit Friedhof Radeberg; künstlerisch und ortshistorisch von Bedeutung, Engelskulptur mit Kranz, Galvanoplastik, um 1900 | 09285548 |
| Weitere Bilder                          | Friedhofseinfriedung mit Toranlage (Einzeldenkmal zu ID-Nr. 09301673) | Friedhofstraße (Karte)                                         | Um 1900 | Einzeldenkmal der Sachgesamtheit Friedhof Radeberg; baugeschichtlich, künstlerisch und ortshistorisch von Bedeutung, Einfriedungsmauer mit schmiedeeisernem Friedhofsportal | 09285548 |
| Direkt Bild zu diesem Denkmal hochladen | Mietshaus mit Laden in Ecklage | Güterbahnhofstraße 1 (Karte)                                   | Um 1900 | Baugeschichtlich und straßenbildprägend von Bedeutung, dreigeschossiges Gebäude mit Klinkerblendfassade, Eckbetonung durch Turmaufsatz | 09285463 |
| Direkt Bild zu diesem Denkmal hochladen | Mietshaus in geschlossener Bebauung | Güterbahnhofstraße 2 (Karte)                                   | Um 1900 | Baugeschichtlich von Bedeutung, Klinkerblendfassade | 09285464 |
| Direkt Bild zu diesem Denkmal hochladen | Mietshaus in Ecklage | Güterbahnhofstraße 3 (Karte)                                   | Um 1900 | Baugeschichtlich und städtebaulich von Bedeutung, Eckbetonung durch Erker mit Turmaufsatz | 09285465 |
| Direkt Bild zu diesem Denkmal hochladen | Fabrikantenvilla des ehemaligen Glaswerkes mit Klinkermauer (zur Straße, interne Nr. 2) | Güterbahnhofstraße 16 (Karte)                                  | Um 1870 | Ortsgeschichtlich von Bedeutung, aufwendiger Stuck, hölzerne, figürliche Gesimse, Bruchsteinsockel | 09285449 |
| Weitere Bilder                          | Hospitalbrücke über die Röder | Hauptstraße (Karte)                                            | 19. Jahrhundert | Technikgeschichtlich von Bedeutung, Granit, zyklopisch versetzt mit schmiedeeisernem originalem Gitter, Sandsteinpostamente am Brückenanfang und -ende, dazwischen Gitter | 09285485 |
|                                         | Wohnhaus in geschlossener Bebauung | Hauptstraße 1 (Karte)                                          | Um 1870, Kern älter | Baugeschichtlich von Bedeutung | 09285090 |
|                                         | Wohnhaus in geschlossener Bebauung | Hauptstraße 2 (Karte)                                          | Um 1750 | Baugeschichtlich von Bedeutung, Schnecke im Schlussstein. Gebäude 2001 restauriert und mit Anbau versehen, u. a. Sitz der Stadtbibliothek. | 09285089 |
|                                         | Wohnhaus in geschlossener Bebauung | Hauptstraße 3 (Karte)                                          | Um 1870 | Baugeschichtlich von Bedeutung | 09285091 |
|                                         | Mohren-Apotheke; Barockes Wohnhaus in geschlossener Bebauung | Hauptstraße 4 (Karte)                                          | Vor 1760 | Barocker Baukörper, baugeschichtlich von Bedeutung. Originale Haustür. Apotheke mit originaler Ausstattung. | 09285024 |
|                                         | Wohnhaus mit Laden in geschlossener Bebauung und Hintergebäude | Hauptstraße 6 (Karte)                                          | Um 1850 | Wohnhaus mit Laden, baugeschichtlich von Bedeutung. Der rechte Laden mit originaler Front. Originale Haustür. | 09285025 |
|                                         | Wohnhaus mit Laden in Ecklage | Hauptstraße 7 (Karte)                                          | Um 1820 | Geschichtlich und straßenbildprägend von Bedeutung, Krüppelwalme zur Ecke | 09285092 |
|                                         | Wohnhaus mit Laden in geschlossener Bebauung | Hauptstraße 8 (Karte)                                          | Kern vor 1760 | Baugeschichtlich von Bedeutung, dreigeschossiger Putzbau mit klassizistischer Fassadengliederung, im Erdgeschoss Putznutung, in den oberen Geschossen Pilaster, Gurtgesimse, Satteldach | 09285026 |
|                                         | Mietshaus in Ecklage | Hauptstraße 9 (Karte)                                          | Kern vor 1830 | Baugeschichtlich von Bedeutung, rechter Laden mit originaler Front | 09285079 |
|                                         | Ehemalige Kommandantur der Radeberger Garnison und Hinterhaus | Hauptstraße 10 (Karte)                                         | 1760 (Kommandantur); um 1860 (Hinterhaus) | Baugeschichtlich und ortsgeschichtlich von Bedeutung. Barocker Kern, Fassade Mitte 19. Jahrhundert überformt, bezeichnet mit 1760 am Portal der links angeordneten Hofdurchfahrt. Originale Haustür. Hinterhaus mit gewerblicher Nutzung. Putz mit Klinkergliederung. | 09285027 |
|                                         | Pelzhaus zum Stern (ehemals); Wohnhaus in Ecklage | Hauptstraße 12 (Karte)                                         | Vor 1830 | Baugeschichtlich von Bedeutung. Obergeschoss Fachwerk verputzt, Eckladen im Erdgeschoss mit originaler Schaufensterausstattung, „Pelzhaus zum Stern“. Hölzerne Stellwände mit Art-déco-Gestaltung. An der Kirchgasse Hofeinfahrt. | 09285028 |
|                                         | Wohnhaus in geschlossener Bebauung mit Hinterflügel | Hauptstraße 13 (Karte)                                         | Um 1880 | Baugeschichtlich von Bedeutung | 09285078 |
|                                         | Wohnhaus in geschlossener Bebauung mit Hinterflügel | Hauptstraße 15 (Karte)                                         | Um 1925 | Baugeschichtlich von Bedeutung, Erker im ersten Obergeschoss | 09285077 |
|                                         | Wohnhaus in geschlossener Bebauung | Hauptstraße 16 (Karte)                                         | Anfang 19. Jahrhundert | Baugeschichtlich und städtebaulich von Bedeutung | 09285187 |
|                                         | Wohnhaus in geschlossener Bebauung | Hauptstraße 18 (Karte)                                         | Bezeichnet mit 1760 | Baugeschichtlich und städtebaulich von Bedeutung. Ladenfronten Ende 19. Jahrhundert. Schlussstein mit Hausmarke und Datierung. Holztor in Rokokoformen, zum Teil originale Fenster. | 09285047 |
|                                         | Wohnhaus mit Laden in halboffener Bebauung | Hauptstraße 20 (Karte)                                         | Um 1870 | Baugeschichtlich von Bedeutung. Ladenfront original. Haus mit Anbauten weit in die Tiefe gestreckt. | 09285048 |
|                                         | Mietshaus mit Ladenzone in Ecklage mit Anbau zur Berggasse und Werbeausleger mit Uhr | Hauptstraße 21 (Karte)                                         | 1907–1908 | Baugeschichtlich und straßenbildprägend von Bedeutung. Klinker in Mitte erstes Obergeschoss, Emailleplatten, blau glasierte Ziegel. Läden mit originaler Front. Am rechten Laden Werbeausleger mit Uhr aus der Erbauungszeit, letzter Uhrmacher Friebel gibt Anfang 2000 sein Geschäft aus Altersgründen auf. | 09285074 |
|                                         | Wohnhaus in Ecklage mit Hofflügel | Hauptstraße 23 (Karte)                                         | Vor 1800 | Baugeschichtlich und städtebaulich von Bedeutung. Originales Hofdurchfahrtstor. Läden mit originaler Front. | 09285073 |
|                                         | Mietshaus mit Ladenzone in Ecklage | Hauptstraße 25 (Karte)                                         | Vor 1900 | Baugeschichtlich und straßenbildprägend von Bedeutung. Klinkerbau. Ecke mit zwei Säulen im Erdgeschoss. Eckerker im ersten und zweiten Obergeschoss. Eckturm mit Stuckputz. Schöne Treppenhausfenster. Im Eingangsbereich Stuck in der Kehle. | 09285072 |
|                                         | Wohnhaus in geschlossener Bebauung | Hauptstraße 26 (Karte)                                         | Um 1820 | Baugeschichtlich und städtebaulich von Bedeutung, nimmt leichten Knick des Straßenzuges auf, Wohnhaus mit Café und Bäckerei Päßler | 09285050 |
|                                         | Wohnhaus in Ecklage | Hauptstraße 27 (Karte)                                         | Um 1840 | Baugeschichtlich und städtebaulich von Bedeutung. Ein Laden mit originaler Front und ein neuerer Eckladen. | 09285071 |
|                                         | Wohnhaus in geschlossener Bebauung | Hauptstraße 29 (Karte)                                         | Um 1840 | Baugeschichtlich und städtebaulich von Bedeutung. Laden mit alter Fensterdekoration und Front. | 09285070 |
|                                         | Mietshaus in geschlossener Bebauung | Hauptstraße 31 (Karte)                                         | Um 1908 | Baugeschichtlich von Bedeutung. Originale Hausausstattung, mit Fußbodenkacheln. Erker im ersten und zweiten Obergeschoss. | 09285069 |
|                                         | Mietshaus in Ecklage | Hauptstraße 34 (Karte)                                         | Um 1905 | Baugeschichtlich und straßenbildprägend von Bedeutung. Eckerker. Erdgeschoss alles neuere Läden. | 09285003 |
|                                         | Mietshaus in halboffener Bebauung mit originaler Ladenausstattung | Hauptstraße 36 (Karte)                                         | Um 1905 | Baugeschichtlich, städtebaulich und straßenbildprägend von Bedeutung. Drei Geschosse, ausgebautes Dachgeschoss, Zwerchhaus drei Achsen, Erdgeschoss Sandstein, Putzfassade mit Putzgliederung, Sandsteinfenstergewände, Sandsteintraufe, vier Balkone mit Sandsteinaustrittplatten, original: Fenster, Balkongitter, Wappenkartusche im Treppenhaus erstes Obergeschoss, Wohnungstüren, Treppenhaus, zwei Lampen 1960er Jahre Kinozugang, Ladenausstattung! Der rechte Laden mit originaler Front und ebensolcher Ausstattung: Jugendstil-Wandfliesen, die Decke halten Stahlbänder mit kleinen Rosetten. Das fast zerstörte Kino im Haus stammt aus den 30er Jahren. Der Kinoanbau ist kein Denkmal. | 09285004 |
|                                         | Wohnhaus in geschlossener Bebauung | Hauptstraße 40 (Karte)                                         | Um 1800 | Baugeschichtlich und städtebaulich von Bedeutung. Die Läden mit Fronten um 1900. Hochgezogener dreiachsiger Mittelrisalit mit Zwerchgiebel. | 09285006 |
|                                         | Wohnhaus in geschlossener Bebauung | Hauptstraße 43 (Karte)                                         | Um 1840 | Baugeschichtlich und städtebaulich von Bedeutung, originale Haustür | 09285064 |
|                                         | Wohnhaus in geschlossener Bebauung und Hinterhaus (ehemaliges Stammhaus der Radeberger Destillation & Likörfabrik) | Hauptstraße 44 (Karte)                                         | Um 1870 | Baugeschichtlich von Bedeutung. Plastische Sonne auf Schlussstein. Vier Dachfenster, Firstziegel mit Ornament. | 09285007 |
|                                         | Mietshaus in geschlossener Bebauung | Hauptstraße 45 (Karte)                                         | Um 1890 | Baugeschichtlich von Bedeutung, Obergeschosse Klinker | 09285063 |
|                                         | Mietshaus in geschlossener Bebauung | Hauptstraße 47 (Karte)                                         | Um 1880 | Baugeschichtlich von Bedeutung. Läden mit schönen originalen Fenstern und Türstürzen. Haustür original. Ab zweitem Obergeschoss aufwärts Klinker. Linke Tür neu. | 09285062 |
|                                         | Mietshaus in Ecklage mit Laden | Hauptstraße 50 (Karte)                                         | Um 1890 | Baugeschichtlich und straßenbildprägend von Bedeutung. Klinkerbau. Eckladen mit originaler Front. Eckerker. | 09285008 |
|                                         | Wohnhaus in geschlossener Bebauung mit Laden | Hauptstraße 51 (Karte)                                         | Um 1840 | Baugeschichtlich von Bedeutung. Zwei Dachausbauten. | 09285060 |
|                                         | Wohnhaus in geschlossener Bebauung | Hauptstraße 52 (Karte)                                         | 2. Hälfte 19. Jahrhundert | Baugeschichtlich von Bedeutung | 09285244 |
|                                         | Wohnhaus mit zwei Läden in geschlossener Bebauung, dazu zwei Hintergebäude | Hauptstraße 55 (Karte)                                         | Um 1820 | Baugeschichtlich und städtebaulich von Bedeutung. Dachlandschaft völlig glatt. Originale Haustür. | 09285058 |
|                                         | Mietshaus in Ecklage | Hauptstraße 57 (Karte)                                         | Vor 1900 | Baugeschichtlich und straßenbildprägend von Bedeutung. Als Eckbau konzipiert, Eckerker über zwei Geschosse. Klinker im ersten und zweiten Obergeschoss. | 09285226 |
|                                         | Mietshaus in halboffener Bebauung | Hauptstraße 58 (Karte)                                         | Bezeichnet mit 1896 | Baugeschichtlich und städtebaulich von Bedeutung. Klinkerblendfassde, Neorenaissancegiebel, darin bezeichnet. | 09285241 |
|                                         | Mietshaus in geschlossener Bebauung | Hauptstraße 60 (Karte)                                         | Ende 19. Jahrhundert | Baugeschichtlich und städtebaulich von Bedeutung | 09285240 |
|                                         | Mietshaus in offener Bebauung mit zweiflügligem Anbau, Einfriedung und zwei Torpfeilern (Sandstein) | Hauptstraße 61 (Karte)                                         | Ende 19. Jahrhundert | Baugeschichtlich und städtebaulich von Bedeutung. Balkone über zwei Obergeschosse, in der Größe gestaffelaut Dreiecksgiebel über der Mittelachse. Rechter Anbau: Loggien mit Bleiverglasung. Abbruch April 2015: zweiflügliger Anbau (ehemals Druckerei). | 09285227 |
|                                         | Hotel Kaiserhof; Gasthof mit Anbau | Hauptstraße 62 (Karte)                                         | 1895 | Gasthaus mit Eckturm und Ballsaal, Anbau mit originaler Ausstattung, baugeschichtlich und ortsgeschichtlich von Bedeutung. Drei eschossiger massiver Putzbau, historisch, mit original wieder hergestellter Dachpartie (war zu DDR-Zeiten verändert), Säulenhalle im Erdgeschoss, Festsäle im Erdgeschoss und im ersten Obergeschoss. Zu DDR-Zeiten unter dem Namen „Rödereck“ bekannt. | 09285239 |
| Direkt Bild zu diesem Denkmal hochladen | Figurengruppe | Heidestraße 21 (Karte)                                         | 1963 | Bestehend aus zwei einander zugewandten, knieenden Schulkindern, künstlerisch und ortsgeschichtlich von Bedeutung | 09307459 |
| Weitere Bilder                          | Königliches Feuerwerkslaboratorium Radeberg (ehemals); Sachsenwerk (ehemals); Robotron (ehemals); Pförtnerhaus, Toreinfahrt, Verwaltungsgebäude mit Türmchen (Nr. 104), Hauptbau ohne flachen Anbau (Nr. 108), großer Fabrikbau (Nr. 210–213) und Betriebsberufsschule | Heidestraße 70 (Karte)                                         | 1915–1918 | Baugeschichtlich und ortsgeschichtlich von Bedeutung. Toreinfahrt: zwei Pfeiler mit beginnender Einfriedung. Großer Fabrikbau: Hauptbau und drei rückwärtige Flügel, bezeichnet Zünder/Werkstatt. 1915 errichtet als reine Militärfabrik „Feuerwerkslaboratorium“, danach übernommen von Soldatenräten, vorübergehende zivile Produktion, Verkauf über Bankhaus Arnold an Sachsenwerke, ab 1922 zum Sachsenwerk Dresden als Außenbetrieb Radeberg, 1932 Stilllegung, 1935 teilweise Eröffnung als Betriebsteil des Sachsenwerkes, militärische Produktion im Zweiten Weltkrieg, nach 1945 SAG-Betrieb, ab 1946–1952 Rafena, 1968 laut Beschluss Zentrum für Computertechnik, nach Wende GmbH, von Treuhand aufgelöst, gegenwärtig Gewerbepark. Zurzeit wird eine objekthistorische Abhandlung erarbeitet. | 09285447 |
| Direkt Bild zu diesem Denkmal hochladen | Fabrik, bestehend aus Verwaltungsbau und nach hinten angebauter Fabrikhalle, Pförtnerhaus und Fabrikantenvilla | Heinrich-Gläser-Straße 10, 12 (Karte)                          | Um 1910 | Baugeschichtlich und ortsgeschichtlich von Bedeutung. Fabrik: Hausnr. 12. Villa (Nummer 10): aufwendige Gestaltung mit umlaufendem Putzprofil über zweitem Obergeschoss, straßenseitig vorgezogenes Mittelfeld mit großem Giebeldreieck, seitlich vorgezogenes Bauteil mit aufwendig gestaltetem Eingangsbereich mit Freitreppe und Mansardgiebel, Obergeschoss-Fenster mit Fensterläden, zum großen Teil original, gesprosste zweiflügelige Fenster, Walmdach. Verwaltungsbau mit Giebel Stahlbetonbau. Fabrikantenvilla: Putzornamente in Bögen über den Fenstern und an Balkonwandung, Bogenschütze [Orion] im Giebelfeld. | 09285448 |
| Direkt Bild zu diesem Denkmal hochladen | Wohnhaus einer Wohnanlage mit Mittelgiebel und Uhrturm, Durchfahrt zum Hof und seitlichen Flügelbauten | Hügelweg 29, 31 (Torweg 13, 14, 15, 16) (Karte)                | Um 1910 | Ein komplexer Baukörper mit sechs Eingängen – siehe auch Torweg 13, 14, 15 und 16, baugeschichtlich und ortsgeschichtlich von Bedeutung, gehört zur WBG (Wohnungsbaugenossenschaft Radeberg e.G.), ursprünglich gebaut als Wohnanlage der Baugenossenschaft Feuerwerkslaboratorium, diese Baugenossenschaft wurde 1914/1916 gegründet | 09285455 |
|                                         | Zwei Wassereinzugshäuschen | Kamenzer Straße (Karte)                                        | Bezeichnet mit 1910 | Sozialgeschichtlich von Bedeutung | 09285438 |
|                                         | Wohnhaus mit Fachwerkanbau und hölzerner Pumpe im Hof | Karlstraße 1 (Karte)                                           | 2. Hälfte 19. Jahrhundert | Gemarkung Lotzdorf, sozialgeschichtlich von Bedeutung, Fenster zum Teil zugesetzt, zum Teil originale Fenster | 09285262 |
|                                         | Wohnhaus in offener Bebauung | Karlstraße 6 (Karte)                                           | Um 1900 | Gemarkung Lotzdorf, baugeschichtlich von Bedeutung, betonte Fassadenmitte, Sandsteingewände, profiliertes Gurt- und Hauptgesims | 09285261 |
|                                         | Wohnhaus in offener Bebauung | Karlstraße 10 (Karte)                                          | Um 1900 | Gemarkung Lotzdorf, baugeschichtlich von Bedeutung, Dachhäuschen, reich profilierte Gesimse, Sandsteingewände | 09285260 |
| Direkt Bild zu diesem Denkmal hochladen | Wohnhaus in halboffener Bebauung | Kirchstraße 1 (Karte)                                          | Um 1870 | Baugeschichtlich von Bedeutung, dreigeschossiger Putzbau, sieben Achsen, Gurt- und Traufgesimse, im ersten Obergeschoss mittig Dreiecksgiebelbedachungen | 09285045 |
| Weitere Bilder                          | Löwenbrücke; Zweibogige Natursteinbrücke | Kleinwolmsdorfer Straße (Karte)                                | 1846 | Mit plastischen Löwenköpfen im Zwickel zwischen den Bögen, ortsgeschichtlich und verkehrsentwicklungsgeschichtlich von Bedeutung, Sandstein-Eckquaderung am Mittelpfeiler und am Bogenanlauf und an Einfassung beider Bögen, nachträgliche Verbreiterung (rechts- und linksseitige Auskragung für Fußwege) | 09283251 |
| Direkt Bild zu diesem Denkmal hochladen | Wohnhaus | Kleinwolmsdorfer Straße 2 (Karte)                              | Um 1900 | Im Heimatstil, baugeschichtlich von Bedeutung, alle Fenster im ersten Obergeschoss mit Fensterbedachungen | 09285437 |
| Direkt Bild zu diesem Denkmal hochladen | Mietshaus in geschlossener Bebauung | Langbeinstraße 2 (Karte)                                       | 1890er Jahre | Baugeschichtlich und städtebaulich von Bedeutung. Roter Klinker mit gelben Klinkerdekorationen. Sandsteingewände. Originale Haustür und Fenster. Stuck in der Hofdurchfahrt. Hofdurchfahrtstür original. | 09285198 |
| Direkt Bild zu diesem Denkmal hochladen | Mietshaus in geschlossener Bebauung | Langbeinstraße 4 (Karte)                                       | 1890er Jahre | Baugeschichtlich und städtebaulich von Bedeutung. Originale Haustür und Fenster. Stuck im Eingangsbereich. Schöne Treppenhausfenster. | 09285199 |
| Direkt Bild zu diesem Denkmal hochladen | Mietshaus in geschlossener Bebauung | Langbeinstraße 6 (Karte)                                       | 1890er Jahre | Baugeschichtlich und städtebaulich von Bedeutung. Erstes Obergeschoss großer Erker. Neobarocke Deckenmalerei im Eingangsbereich. Stuck in der Kehle. Schablonenmalerei an den Wänden, auch im Treppenhaus. | 09285200 |
| Weitere Bilder                          | Bauernhof mit Wohnhaus und Wohnstallhaus mit großer Durchfahrt | Lotzdorfer Straße 8 (Karte)                                    | 18. Jahrhundert (Wohnstallhaus); 2. Hälfte 19. Jahrhundert (Wohnhaus) | Gemarkung Lotzdorf. Baugeschichtlich und wirtschaftsgeschichtlich von Bedeutung. Obergeschoss Fachwerk verbrettert, Altenteil, hölzernes Eingangshäuschen, Fachwerkhaus rechter Giebel verschiefert. Scheune wegen zu hohem Veränderungsgrad im September 2016 als Denkmal gestrichen. | 09285266 |
| Weitere Bilder                          | Wohnhaus als Teil eines Bauernhofes | Lotzdorfer Straße 8a (Karte)                                   | 2. Hälfte 19. Jahrhundert | Gemarkung Lotzdorf, baugeschichtlich und wirtschaftsgeschichtlich von Bedeutung | 09306988 |
|                                         | Wohnstallhaus eines Vierseithofes | Lotzdorfer Straße 9 (Karte)                                    | Bezeichnet mit 1847 | Gemarkung Lotzdorf, baugeschichtlich von Bedeutung, Obergeschoss Fachwerk, bezeichnet im Türsturz | 09285267 |
|                                         | Wohnstallhaus | Lotzdorfer Straße 10 (Karte)                                   | 1. Hälfte 19. Jahrhundert | Gemarkung Lotzdorf. Baugeschichtlich von Bedeutung, Obergeschoss Fachwerk verputzt | 09285273 |
|                                         | Bruchstein-Stützmauer an der Straße | Lotzdorfer Straße 12 (Karte)                                   | 1. Hälfte 19. Jahrhundert | Gemarkung Lotzdorf. Straßenbildprägend von Bedeutung, 2004 Streichung Wohnstallhaus (Obergeschoss Fachwerk) | 09285272 |
|                                         | Hofeinfahrt | Lotzdorfer Straße 16 (Karte)                                   | 2. Hälfte 19. Jahrhundert | Gemarkung Lotzdorf. Bestehend aus zwei Sandsteinpfeilern mit Kämpferplatten, straßenbildprägend von Bedeutung | 09285271 |
|                                         | Wohnstallhaus (ohne hinteren Anbau), Seitengebäude und Scheune mit Holzbalkendecke | Lotzdorfer Straße 24 (Karte)                                   | Bezeichnet mit 1846 | Gemarkung Lotzdorf, baugeschichtlich und sozialgeschichtlich von Bedeutung. Wohnstallhaus bezeichnet mit 1846, Seitengebäude Obergeschoss verputztes Fachwerk, Scheune als Ziegelbau mit Holzbalkendecke | 09285286 |
|                                         | Wohnstallhaus | Lotzdorfer Straße 27 (Karte)                                   | Um 1850 | Gemarkung Lotzdorf, baugeschichtlich von Bedeutung | 09285268 |
| Weitere Bilder                          | Denkmal für die im 1. Weltkrieg gefallenen Soldaten aus Lotzdorf | Lotzdorfer Straße 29 (Karte)                                   | Nach 1918 | Gemarkung Lotzdorf, ortsgeschichtlich von Bedeutung, Mauer mit Sandsteinfiguren und Inschriftentafel | 09285269 |
|                                         | Wohnstallhaus (Fachwerk) und Scheune | Lotzdorfer Straße 32 (Karte)                                   | 1. Hälfte 19. Jahrhundert | Gemarkung Lotzdorf, baugeschichtlich von Bedeutung, Wohnstallhaus unleserliche Bezeichnung, Scheune aus Bruchstein | 09285285 |
|                                         | Wohnstallhaus eines Dreiseithofes | Lotzdorfer Straße 36 (Karte)                                   | Bezeichnet mit 1846 | Gemarkung Lotzdorf, bezeichnet im Türsturz, baugeschichtlich von Bedeutung | 09285284 |
|                                         | Wohnstallhaus | Lotzdorfer Straße 40 (Karte)                                   | Bezeichnet mit 1838 | Gemarkung Lotzdorf, baugeschichtlich von Bedeutung | 09285283 |
| Weitere Bilder                          | Wohnstallhaus und Gedenktafel für Wilhelm von Kügelgen | Lotzdorfer Straße 48 (Karte)                                   | 1. Hälfte 19. Jahrhundert | Gemarkung Lotzdorf, baugeschichtlich von Bedeutung, Obergeschoss Fachwerk | 09285281 |
|                                         | Ludwig-Richter-Schule | Lotzdorfer Straße 51 (Karte)                                   | Um 1880 | Gemarkung Lotzdorf, ortsgeschichtlich von Bedeutung, profilierte Sandsteingewände | 09285282 |
|                                         | Wohnstallhaus | Lotzdorfer Straße 52 (Karte)                                   | 1. Hälfte 19. Jahrhundert | Gemarkung Lotzdorf, baugeschichtlich von Bedeutung, Obergeschoss Fachwerk verputzt | 09285280 |
|                                         | Ländliches Wohnhaus | Lotzdorfer Straße 58 (Karte)                                   | Anfang 19. Jahrhundert | Gemarkung Lotzdorf, baugeschichtlich von Bedeutung, Obergeschoss und Giebel verschiefert | 09285278 |
|                                         | Ländliches Wohnhaus | Lotzdorfer Straße 62 (Karte)                                   | Bezeichnet mit 1806 | Gemarkung Lotzdorf, bezeichnet im Türsturz, baugeschichtlich von Bedeutung, Obergeschoss Fachwerk verbrettert | 09285279 |
| Weitere Bilder                          | Hauptgebäude, Scheune (Fachwerk) und Wirtschaftsgebäude der ehemaligen Rasenmühle | Lotzdorfer Straße 65 (Karte)                                   | 1. Hälfte 19. Jahrhundert | Gemarkung Lotzdorf, baugeschichtlich und ortsgeschichtlich von Bedeutung | 09285431 |
|                                         | Wohnhaus mit Gaststätte in geschlossener Bebauung (sogenanntes Stadthaus, Ratskeller) | Markt 1 (Karte)                                                | Vor 1800 | Baugeschichtlich und ortsgeschichtlich von Bedeutung, mit Lisenengliederung, laut ALK-Daten 2008 Anschrift „Markt“ | 09285101 |
|                                         | Gasthaus Stadt Dresden (ehemals); Wohnhaus in geschlossener Bebauung | Markt 2 (Karte)                                                | Vor 1800 | Ehemals Gasthaus, baugeschichtlich und ortsgeschichtlich von Bedeutung, Fassade geglättet, laut ALK-Daten 2008 Anschrift „Markt“ | 09285102 |
|                                         | Wohnhaus in geschlossener Bebauung | Markt 3 (Karte)                                                | Vor 1800 | Baugeschichtlich und städtebaulich von Bedeutung, Fassade wohl geglättet. Laden mit alter Front, laut ALK-Daten 2008 Anschrift „Markt“ | 09285103 |
|                                         | Wohnhaus in geschlossener Bebauung | Markt 5 (Karte)                                                | Nach 1741 | Baugeschichtlich von Bedeutung, laut ALK-Daten 2008 Anschrift „Markt“ | 09285088 |
|                                         | Wohnhaus mit Laden in geschlossener Bebauung | Markt 6 (Karte)                                                | Nach 1741 (Wohnhaus); 19. Jahrhundert (Ladenausstattung) | Baugeschichtlich von Bedeutung. Hinterhaus mit Gewölbe. Ladenausstattung 19. Jahrhundert, laut ALK-Daten 2008 Anschrift „Markt“. | 09285174 |
|                                         | Wohnhaus mit Laden in geschlossener Bebauung | Markt 9 (Karte)                                                | Vor 1800 | Baugeschichtlich von Bedeutung, Ladenfront von 1880, laut ALK-Daten 2008 Anschrift „Markt“ | 09285105 |
|                                         | Wohnhaus mit Laden in geschlossener Bebauung | Markt 10 (Karte)                                               | Um 1750 | Baugeschichtlich von Bedeutung. Laden neu. Originale Haustür, laut ALK-Daten 2008 Anschrift „Markt“. | 09285106 |
|                                         | Sachsenhof (ehemals); Wohnhaus in geschlossener Bebauung | Markt 11 (Karte)                                               | Vor 1800 | Baugeschichtlich von Bedeutung, Gründungslokal der KPD, originale Haustür, laut ALK-Daten 2008 Anschrift „Markt“ | 09285107 |
|                                         | Wohnhaus mit Laden in Ecklage zur Pirnaer Straße | Markt 12 (Karte)                                               | Vor 1800 | Baugeschichtlich von Bedeutung, laut ALK-Daten 2008 Anschrift „Markt“ | 09285096 |
|                                         | Wohnhaus mit Laden in geschlossener Bebauung und Hofflügel (Fachwerk) | Markt 15 (Karte)                                               | Kern sicher nach 1741 | Baugeschichtlich von Bedeutung, laut ALK-Daten 2008 Anschrift „Markt“ | 09285099 |
|                                         | Mietshaus mit Laden in geschlossener Bebauung mit Innenhof und angrenzenden Gebäudeteilen | Markt 16 (Karte)                                               | Um 1910 | Baugeschichtlich von Bedeutung, laut ALK-Daten 2008 Anschrift „Markt“ | 09285100 |
|                                         | Goldener Stern; Wohnhaus in geschlossener Bebauung mit linkem und rechtem Hofflügel | Markt 18 (Karte)                                               | Bezeichnet mit 1742 | Baugeschichtlich und ortsgeschichtlich von Bedeutung. Originale Haustür, laut ALK-Daten 2008 Anschrift „Markt“, beide Hofflügel abgebrochen. | 09285087 |
| Weitere Bilder                          | Rathaus in geschlossener Bebauung einschließlich Saalanbau | Markt 19 (Karte)                                               | 1767–1769, 1904 neubarock umgestaltet | Baugeschichtlich und ortsgeschichtlich von Bedeutung. Hintergebäude zum Rathaus an der Oberstraße gelegen, dazwischen kleiner Lichthof. Im Anbau im ersten Obergeschossbefindlicher Saal mit farbigen Bleiglasfenstern mit Stadtmotiven, um 1900. Bau nach 1714 und 1741, sehr schlicht. Drittes Obergeschoss 1822 aufgesetzt, dafür die Bezeichnung in der Wetterfahne. Satteldach mit hohem Uhrtürmchen. Dekoration der Schauseite Anfang 20. Jahrhundert Stadtwappen im Schlussstein, laut ALK-Daten 2008 Anschrift „Markt“. | 09285086 |
| Weitere Bilder                          | Kursächsische Postmeilensäulen (Sachgesamtheit), Postmeilensäule | Markt 19 (vor) (Karte)                                         | Bezeichnet mit 1728, Kopie von 2012 nach Original | Kopie eines an diesem Standort ursprünglich vorhandenen, aber verschollenen Originals, verkehrsgeschichtliche Bedeutung. Sandsteinobelisk, bezeichnet 1728, mit Wappenstück, Inschriftenblock und Sockel. Die Säule wurde mehrfach restauriert, bevor sie 1852 abgebrochen wurde. Anlässlich 600 Jahre Stadtrecht Radeberg wurde eine Kopie angefertigt (Hans Peter Hain, Meißen) und aufgestellt. Im Jahre 1722 begann man im Kurfürstentum Sachsen mit der Aufstellung der Kursächsischen Postmeilensäulen. Kurfürst Friedrich August I. wollte hierdurch ein zeitgemäßes Verkehrs- und Transportleitsystem im Kurfürstentum aufbauen, um Handel und Wirtschaft zu fördern. Er beauftragte mit Generalvollmacht Magister Adam Friedrich Zürner (1679–1742) mit der Durchführung. Das System der Postmeilensäulen umfasste Distanzsäulen, Viertelmeilensteine, Halb- und Ganzmeilensäulen. Die Distanzsäulen sollten in den Städten vor den Stadttoren, später nur auf den Marktplätzen aufgestellt werden. Entlang der Poststraßen wurden Viertelmeilensteine, Halb- und Ganzmeilensäulen aufgestellt. Sie erhielten eine fortlaufende Nummerierung (Reihennummer), beginnend vom Anfang der Vermessung. Die Ganzmeilensäulen wurden außerhalb der Städte an den Poststraßen im Abstand von 1 Meile (= 9,062 km) aufgestellt. Die Distanzsäulen waren mit dem Monogramm „AR“ für „Augustus Rex“, dem kursächsisch und polnisch-litauischen Doppelwappen sowie der polnischen Königskrone gekennzeichnet. Die Ganzmeilen-, Halbmeilensäulen und Viertelmeilensteine waren alle ähnlich beschriftet, alle trugen kein Wappen, aber das Monogramm „AR“. Die Entfernungsangaben erfolgten in Wegestunden (1 Stunde= ½ Postmeile = 4,531 km). Dieses Meilensystem war das erste europäische Verkehrsleitsystem. Der hier betrachteten Säule kommt als Teil des überregional bedeutenden Postwegesystems eine hohe verkehrsgeschichtliche Bedeutung zu. | 09304219 |
|                                         | Wohnhaus in geschlossener Bebauung | Mittelstraße 2 (Karte)                                         | Um 1830 | Baugeschichtlich und städtebaulich von Bedeutung. Im ersten Obergeschoss originale Fenster. Originale Haustür. | 09285093 |
|                                         | Wohnhaus in Ecklage | Mittelstraße 4 (Karte)                                         | 1. Hälfte 19. Jahrhundert | Baugeschichtlich und städtebaulich von Bedeutung | 09285335 |
|                                         | Wohnhaus in geschlossener Bebauung, mit rechtem Seitenflügel und Quergebäude | Mittelstraße 6 (Karte)                                         | 1. Hälfte 19. Jahrhundert | Baugeschichtlich und städtebaulich von Bedeutung. Haus nach links frei stehend durch Abriss des benachbarten Gebäudes. Originale Haustür. | 09285120 |
|                                         | Mietshaus in geschlossener Bebauung, mit rechtem Seitenflügel und Hofgebäude | Mittelstraße 7 (Karte)                                         | 1880–1890 | Baugeschichtlich und städtebaulich von Bedeutung. Erstes und zweites Obergeschoss Klinker mit Sandsteingliederungselementen, drittes Obergeschoss neu aufgesetzt, Bau sehr schmal und hoch. Rechter Seitenflügel und Hofgebäude als Denkmale gestrichen, weil von zu geringem historischen Aussagewert und nicht begründbar hinsichtlich öffentlichen Erhaltungsinteresses. | 09285121 |
|                                         | Wohnhaus in geschlossener Bebauung | Mittelstraße 9 (Karte)                                         | Um 1850 | Baugeschichtlich und städtebaulich von Bedeutung. Originaler Laden und Haustür. | 09285123 |
|                                         | Wohnhaus in geschlossener Bebauung | Mittelstraße 10 (Karte)                                        | 18. Jahrhundert | Baugeschichtlich von Bedeutung. Laden mit originaler Front mit Gitter und Stuck an der Decke. Hofgebäude mit Krüppelwalmdach. Originale Haustür am Vorderhaus. Vorderhaus lange Kellergänge 18. Jahrhundert, Abbruchgenehmigung für Nebengebäude und Schuppen 2003 erteilt. | 09285252 |
|                                         | Wohnhaus in geschlossener Bebauung | Mittelstraße 11 (Karte)                                        | 1. Hälfte 19. Jahrhundert, Kern älter | Baugeschichtlich von Bedeutung | 09285253 |
|                                         | Mittelmühle (ehemals); Wohnmühlengebäude, Scheune, Wehr und Villa eines ehemaligen Mühlenanwesens | Mühlstraße 1 (Karte)                                           | Um 1850 | Ortsgeschichtliche und ortsbildprägende Bedeutung. Wohnmühlengebäude (Mehlmühle) schlichter zweigeschossiger Baukörper mit authentischer Kubatur und Proportionen, Rundbogenfenster mit Tulpensprossen im Giebel, rückwärtig Mühlgraben, ruinöses Wasserrad und ruinöse Erdgeschossmauern der ehemaligen Schneidemühle, Anlage platziert an Einmündung Schwarze Röder in Große Röder, dort Wehr erhalten, Villa als Bau mit hohem Originalitätsgrad erhalten, Außenhaut vergleichsweise mit anderen Bauten dieser Entstehungszeit schlicht, Gliederung durch erhaben geputzte Lisenen, rustizierendes Sockelgeschoss, differenzierte Fensteranordnung, originale Innenausstattung mit hölzernen Wandverkleidungen, farbigen Bleiglasfenstern, Innentüren mit geschliffenen Glasfeldern und teilweise erhaltenen Kastenschlössern. In den letzten Jahren Nutzung als physiotherapeutische Praxis, deshalb Einbau mehrerer Trockenwände, dennoch ursprüngliche Raumstrukturen nicht grundlegend verändert. | 09285142 |
|                                         | Villa mit Villengarten, darin Brunnen sowie 2 Hofeinfahrtspfeiler | Mühlstraße 8 (Karte)                                           | Um 1900 | Baugeschichtlich von Bedeutung. Villa verwinkelt mit verschiedenen Türmen, Obergeschoss Fachwerk, Brunnen (Sandstein) sowie zwei Hofeinfahrtspfeiler (Sandstein) mit Vasenaufsätzen und Kämpferplatten. | 09285332 |
|                                         | Mietshaus in geschlossener Bebauung | Mühlstraße 19 (Karte)                                          | Um 1900 | Baugeschichtlich von Bedeutung, erstes und zweites Obergeschoss Klinker, originales Hofdurchfahrtstor | 09285330 |
|                                         | Mietshaus in geschlossener Bebauung | Mühlstraße 20 (Karte)                                          | Um 1900 | Baugeschichtlich von Bedeutung, erstes und zweites Obergeschoss Klinker, Erdgeschoss Sandstein, verputzt, Balkon mit figürl. Schmuck an Konsole, originales Hofdurchfahrtstor | 09285329 |
|                                         | Mietshaus in geschlossener Bebauung | Mühlstraße 21 (Karte)                                          | Um 1900 | Klinker, baugeschichtlich von Bedeutung | 09285022 |
|                                         | Mietshaus mit Laden in geschlossener Bebauung | Mühlstraße 22 (Karte)                                          | Um 1910 | Baugeschichtlich von Bedeutung, Erdgeschoss Putzritzungen, weit vorkragendes profiliertes Hauptgesims, originale Haustür | 09285328 |
|                                         | Mietshaus in geschlossener Bebauung | Mühlstraße 23 (Karte)                                          | Um 1900 | Baugeschichtlich von Bedeutung, erstes und zweites Obergeschoss Klinker, Sandsteingewände | 09285327 |
|                                         | Mietshaus in geschlossener Bebauung | Mühlstraße 24 (Karte)                                          | Um 1900 | Baugeschichtlich von Bedeutung, erstes und zweites Obergeschoss Klinker | 09285326 |
|                                         | Wohnhaus in geschlossener Bebauung | Niedergraben 6 (Karte)                                         | Um 1820 | Baugeschichtlich von Bedeutung, Tordurchfahrt, kleinbürgerlich verunstaltete Fassade (glatt) | 09285208 |
|                                         | Wohnhaus in geschlossener Bebauung | Niedergraben 7 (Karte)                                         | Um 1820 | Baugeschichtlich von Bedeutung. Fassade kleinbürgerlich verunstaltet. | 09285207 |
|                                         | Wohnhaus in geschlossener Bebauung | Niedergraben 11 (Karte)                                        | Bezeichnet mit 1819 | Baugeschichtlich von Bedeutung. Haus klein und schlicht. Bezeichnung im Portal. | 09285019 |
|                                         | Wohnhaus in geschlossener Bebauung | Niedergraben 12 (Karte)                                        | Um 1820 | Baugeschichtlich von Bedeutung. Haus klein und schlicht. | 09285020 |
|                                         | Wohnhaus in geschlossener Bebauung | Niedergraben 16 (Karte)                                        | Um 1820 | Baugeschichtlich von Bedeutung. Haus klein und schlicht. Klinkergliederungselemente. Originale Haustür. | 09285023 |
|                                         | Wohnhaus in geschlossener Bebauung | Niederstraße 1 (Karte)                                         | Um 1830 | Baugeschichtlich von Bedeutung | 09285160 |
| Direkt Bild zu diesem Denkmal hochladen | Mietshaus in geschlossener Bebauung | Niederstraße 3 (Karte)                                         | 1890er Jahre | Baugeschichtlich von Bedeutung. Erstes und zweites Obergeschoss Klinker mit Sandsteingliederungselementen. Originale Fenster und Tür. | 09285162 |
| Direkt Bild zu diesem Denkmal hochladen | Mietshaus in geschlossener Bebauung | Niederstraße 4 (Karte)                                         | 1890er Jahre | Baugeschichtlich und städtebaulich von Bedeutung, vgl. Nummer 3 | 09285163 |
|                                         | Mietshaus in Ecklage | Niederstraße 7 (Karte)                                         | Um 1880 | Städtebaulich und straßenbildprägend von Bedeutung. Obergeschoss Klinker mit Sandsteingliederungselementen. Originale Fenster und Tür. | 09285168 |
| Direkt Bild zu diesem Denkmal hochladen | Mietshaus in geschlossener Bebauung mit Laden in Ecklage zur Hauptstraße | Obergraben 1 (Karte)                                           | Um 1907 | |          |
| Direkt Bild zu diesem Denkmal hochladen | Mietshaus in Ecklage | Obergraben 2 (Karte)                                           | Um 1907 | Baugeschichtlich und städtebaulich von Bedeutung. Haus sprengt die Proportionen des niedrigeren, älteren Straßenzuges. Oberhalb der Traufe Ecke hochgezogen und mit Schiefer verblendet. Originale Fenster und Haustür, bis November 2008 irrtümlich unter Nummer 1 in der Denkmalliste. | 09285051 |
|                                         | Wohnhaus mit Laden in geschlossener Bebauung | Obergraben 3 (Karte)                                           | Um 1890 | Baugeschichtlich und städtebaulich von Bedeutung. Klinkerbau, zum Teil schwarz und dunkelblau glasiert. Mit vier Puttenköpfchen. Originale Fenster und Tür. Laden mit originaler Front. | 09285052 |
|                                         | Wohnhaus in geschlossener Bebauung | Obergraben 4 (Karte)                                           | Um 1820 | Baugeschichtlich und städtebaulich von Bedeutung. Originale Fenster. | 09285053 |
|                                         | Wohnhaus in geschlossener Bebauung | Obergraben 5 (Karte)                                           | Um 1820 | Baugeschichtlich und städtebaulich von Bedeutung | 09285054 |
| Direkt Bild zu diesem Denkmal hochladen | Stadtmauerreste | Obergraben 5, 7, 9 (gegenüber) (Karte)                         | 18. Jahrhundert | Vor allem gegenüber Obergraben 5, 7, 9; stadtentwicklungs- und ortsgeschichtlich von Bedeutung | 09285173 |
|                                         | Wohnhaus | Obergraben 10 (Karte)                                          | Um 1820 | Baugeschichtlich und städtebaulich von Bedeutung | 09285039 |
|                                         | Mauer entlang des Obergrabens ab Haus Nummer 12 bis zur Zufahrt zum Kirchplatz | Obergraben 12 (ab Nr. 12 bis Zufahrt Kirchplatz) (Karte)       | 18. Jahrhundert | Straßenbildprägend von Bedeutung | 09285044 |
|                                         | Wohnhaus | Obergraben 14 (Karte)                                          | Um 1820 | Baugeschichtlich und städtebaulich von Bedeutung | 09285040 |
|                                         | Mietshaus in geschlossener Bebauung | Oberstraße 1 (Karte)                                           | Um 1900 | Baugeschichtlich und städtebaulich von Bedeutung. Klinkerbau. Im Eingangsbereich Stuck in Kehle, übermaltes Deckenbild. Im ersten und zweiten Obergeschoss Balkons, im zweiten Obergeschoss Balkon in Fassadenmitte mit Jugendstilgittern. | 09285085 |
|                                         | Mietshaus in geschlossener Bebauung | Oberstraße 2 (Karte)                                           | Bezeichnet mit 1901 | Baugeschichtlich und städtebaulich von Bedeutung. Klinker in den Obergeschossen. Mittelgiebel (Zwerchgiebel). Läden mit originaler Front. | 09285084 |
|                                         | Ländliches Wohnhaus mit Hofdurchfahrt und Keller mit großer Tonne (Feldstein) in geschlossener Bebauung, im rechten Winkel Hofflügel und Scheune (Feldstein) mit Anbau (Ziegel)                                                                                        | Oberstraße 14 (Karte)                                          | 1711 (laut Auskunft) | Baugeschichtlich von Bedeutung, Wohnhaus mit barocker Tür, Fensterläden, -beschlägen, Scheune mit Doppelbibern gedeckt | 09285533 |
|                                         | Wohnhaus in Ecklage mit abgeschrägter Ecke | Oberstraße 16a (Karte)                                         | Um 1890 | Historisierender Putzbau mit abgeschrägter Ecke, baugeschichtlich und städtebaulich von Bedeutung. Zwei seitliche Giebel, Sandsteingewände und -giebel, originale Haustür. | 09285532 |
|                                         | Wohnhaus mit Laden in geschlossener Bebauung | Oberstraße 21 (Karte)                                          | 18. Jahrhundert | Baugeschichtlich von Bedeutung, sicher später aufgestockt, Korbbogenportal | 09285540 |
| Direkt Bild zu diesem Denkmal hochladen | Ländliches Wohnhaus in geschlossener Bebauung | Oberstraße 22 (Karte)                                          | 18. Jahrhundert | Baugeschichtlich von Bedeutung, Fassade überputzt (mitsamt Faschen), profiliertes Hauptgesims | 09285539 |
|                                         | Wohnhaus in halboffener Bebauung | Oberstraße 30 (Karte)                                          | Bezeichnet mit 1823 | Baugeschichtlich von Bedeutung. Frühere Nutzung als Stadtgefängnis. | 09285169 |
| Direkt Bild zu diesem Denkmal hochladen | Wohnhaus in offener Bebauung mit Einfriedungsgitter | Otto-Bauer-Straße 3 (Karte)                                    | 1890er Jahre | Baugeschichtlich von Bedeutung. Erstes Obergeschoss Klinker, mit Balkon, Sandsteinelemente, Seitenrisalit, Dachhäuschen. | 09285544 |
| Direkt Bild zu diesem Denkmal hochladen | Wohnhaus mit Turm in offener Bebauung mit Einfriedung | Otto-Bauer-Straße 5 (Karte)                                    | Um 1900 | Baugeschichtlich von Bedeutung, hölzernen Loggien, Sandsteinelemente | 09285547 |
| Direkt Bild zu diesem Denkmal hochladen | Wohnhaus in offener Bebauung, mit Einfriedung | Otto-Bauer-Straße 6 (Karte)                                    | Um 1890 | Baugeschichtlich von Bedeutung, Klinker-Blendbögen über Fenstern, Mittelrisalit, Stuckschmuck, Dachüberstand | 09285543 |
| Direkt Bild zu diesem Denkmal hochladen | Wohnhaus in offener Bebauung mit Einfriedung und einem Sandsteinpfeiler der Hofeinfahrt | Otto-Bauer-Straße 8 (Karte)                                    | Um 1900 | Baugeschichtlich von Bedeutung, mit hölzernen Loggien, Seitenrisalit | 09285545 |
|                                         | Mietshaus mit Gaststätte in geschlossener Bebauung | Otto-Uhlig-Straße 1 (Karte)                                    | 1890er Jahre | Baugeschichtlich von Bedeutung. Obergeschosse gelber Klinker. Sandsteingliederungselemente. Originale Haustür und Fenster. Stuck im Eingangsbereich. | 09285209 |
|                                         | Mietshaus in geschlossener Bebauung | Otto-Uhlig-Straße 3 (Karte)                                    | 1890er Jahre | Baugeschichtlich von Bedeutung, siehe Nummer 11 | 09285554 |
|                                         | Mietshaus mit Laden in geschlossener Bebauung | Otto-Uhlig-Straße 5 (Karte)                                    | 1890er Jahre | Baugeschichtlich von Bedeutung, siehe Nummer 11, mit Balkons | 09285553 |
|                                         | Mietshaus in geschlossener Bebauung | Otto-Uhlig-Straße 7 (Karte)                                    | 1890er Jahre | Baugeschichtlich von Bedeutung, siehe Nummer 11 | 09285552 |
|                                         | Mietshaus in geschlossener Bebauung | Otto-Uhlig-Straße 9 (Karte)                                    | 1890er Jahre | Baugeschichtlich von Bedeutung, siehe Nummer 11 | 09285551 |
|                                         | Mietshaus mit Laden in geschlossener Bebauung | Otto-Uhlig-Straße 11 (Karte)                                   | 1890er Jahre | Baugeschichtlich von Bedeutung, Sandsteingewände, originale Türen, Dachhäuschen | 09285550 |
|                                         | Mietshaus in halboffener Bebauung | Otto-Uhlig-Straße 13 (Karte)                                   | 1890er Jahre | Baugeschichtlich von Bedeutung. Mietshaus: Erstes und zweites Obergeschoss Klinker, Sandsteingewände mit Fensterbedachungen, Seitenrisalit mit Balkons und Pilastern. Hinterhaus (Nummer 13) gestrichen, Nebengebäude ist für sich allein betrachtet kein Denkmal, ehemalige Bildhauerei/Steinmetzgeschäft ist bereits an Schauseite umgebaut (ehemals große Schaufenster nur noch an Rahmung erkennbar), segmentbogiger Giebelaufsatz fehlt, hinten drei Achsen an Längsseite sind ohnehin auszuklammern, da sie nachträglicher Anbau sind. | 09285549 |
|                                         | Pestalozzi-Schule (ehemalige Knabenschule) mit zwei Seitenflügeln | Pestalozzistraße 1 (Karte)                                     | 1896 | Baugeschichtlich und ortsgeschichtlich von Bedeutung. Gelber Klinkerbau, Mittelrisalit im 2. Obergeschoss Fenster mit stuckornamentalen Lünetten, stark profiliertes verkröpftes Hauptgesims. | 09285320 |
|                                         | Mietshaus in nach links geschlossener Bebauung | Pestalozzistraße 2 (Karte)                                     | Um 1900 | Baugeschichtlich von Bedeutung, erstes und zweites Obergeschoss Klinker, drittes Obergeschoss nachträglich aufgestockt. Erstes Obergeschoss Fensterbedachungen, figürlicher und ornamentaler Schmuck, originale Haustür | 09285321 |
|                                         | Mietshaus in geschlossener Bebauung | Pestalozzistraße 4 (Karte)                                     | Bezeichnet mit 1899 | Baugeschichtlich von Bedeutung, erstes und zweites Obergeschoss Klinker, Seitenrisalit mit Balkon, im Eingang Deckenbild | 09285322 |
|                                         | Mietshaus in geschlossener Bebauung | Pestalozzistraße 6 (Karte)                                     | Um 1900 | Baugeschichtlich von Bedeutung, erstes und zweites Obergeschoss Klinker-weiße Verblender, Giebel mit Zierfachwerk, blaue Zierkacheln | 09285323 |
|                                         | Mietshaus in geschlossener Bebauung | Pestalozzistraße 8 (Karte)                                     | Um 1900 | Baugeschichtlich von Bedeutung, erstes und zweites Obergeschoss Klinker, weiße Verblender | 09285324 |
|                                         | Mietshaus in geschlossener Bebauung, abgerundete Fassade | Pestalozzistraße 10 (Karte)                                    | Um 1900 | Baugeschichtlich von Bedeutung, erstes und zweites Obergeschoss Klinker/weiße Verblender | 09285325 |
| Direkt Bild zu diesem Denkmal hochladen | Mietshaus mit Laden in Ecklage | Pillnitzer Straße 2 (Karte)                                    | Bezeichnet mit 1901 | Baugeschichtlich von Bedeutung, Eckerker mit farbigen Bleiglasfenstern | 09285461 |
| Direkt Bild zu diesem Denkmal hochladen | Mietshaus in geschlossener Bebauung | Pillnitzer Straße 4 (Karte)                                    | Um 1890 | Baugeschichtlich von Bedeutung | 09285460 |
| Direkt Bild zu diesem Denkmal hochladen | Mietshaus in geschlossener Bebauung | Pillnitzer Straße 6 (Karte)                                    | Um 1890 | Baugeschichtlich von Bedeutung | 09285459 |
| Direkt Bild zu diesem Denkmal hochladen | Ehemaliges Hüttengebäude der Glashütte Wilhelm Hilsch und Bedrich | Pillnitzer Straße 7 (hinter) (Karte)                           | Gegründet 1880 | Ortsgeschichtlich von Bedeutung | 09285435 |
|                                         | Villa mit Einfriedung | Pillnitzer Straße 14 (Karte)                                   | Um 1870 | Baugeschichtlich von Bedeutung | 09285466 |
| Weitere Bilder                          | Villa Storchennest; Ehemalige Fabrikantenvilla der Glashütte (heute Taubblindenheim) und Seitengebäude (mit Wohnungen und Remisen) | Pillnitzer Straße 71 (Karte)                                   | Um 1910 | Bau- und ortsgeschichtliche Bedeutung. Villa: zu DDR-Zeiten Entbindungsheim. Seitengebäude: längsrechteckiges Gebäude mit rustizierendem Sockelgeschoss, Holzverbretterung im Obergeschoss an der Schauseite (straßenseitige Giebelwand und Teil der straßenseitigen Traufwand und Teil der hofzugewandten Traufwand), im Erdgeschoss vorderer Teil Garagen mit original erhaltenen Holztoren. Beide Gebäude weitgehend authentisch erhalten mit zeittypischen Gestaltungsmerkmalen, zeitgleich entstanden als ein einheitliches Anwesen. | 09285467 |
|                                         | Wohnhaus in geschlossener Bebauung | Pirnaer Straße 1 (Karte)                                       | Um 1740 | Baugeschichtlich von Bedeutung, massiver zweigeschossiger Baukörper mit Satteldach, mit weitgehend unveränderter Kubatur und Proportionen, Störung durch Erdgeschoss-Ladeneinbau, originales Hofdurchfahrtstor, innen originale Holztreppe erhalten und hölzerne Treppe zum Dachgeschoss, interessanter bauzeitlicher Dachstuhl, weiterhin beeindruckend tiefe originale Keller (drei langgestreckte Tonnengewölbe), laut ALK-Daten Seitengebäude im Hof abgebrochen, noch vorhandener Hofflügel nicht denkmalrelevant | 09285119 |
|                                         | Mietshaus in geschlossener Bebauung | Pirnaer Straße 3 (Karte)                                       | 1890er Jahre | Baugeschichtlich von Bedeutung. Haus nach rechts frei stehend durch Abriss des benachbarten Gebäudes. Im ersten und zweiten Obergeschoss Klinker mit Sandsteinelementen. Dachausbauten mit Giebeln. Hintergebäude 1998 abgebrochen. | 09285118 |
|                                         | Wohnhaus in geschlossener Bebauung mit Hofflügel | Pirnaer Straße 8 (Karte)                                       | Um 1800 | Baugeschichtlich von Bedeutung. Haus nach links freistehend durch Abriss des benachbarten Gebäudes. | 09285113 |
| Direkt Bild zu diesem Denkmal hochladen | Scheune im Hof (ruinös) | Pirnaer Straße 15 (Karte)                                      | Anfang 19. Jahrhundert bis 1840 | Baugeschichtlich von Bedeutung. Scheune wird zurzeit nach denkmalpflegerischen Vorgaben saniert. Streichung des Wohnhauses als Denkmal, öffentliches Erhaltungsinteresse nicht begründbar, Abbruchgenehmigung 2004 erteilt. | 09285112 |
|                                         | Wohnhaus in geschlossener Bebauung mit Seitenflügeln | Pirnaer Straße 17 (Karte)                                      | Um 1850 | Baugeschichtlich von Bedeutung | 09285124 |
|                                         | Wohnhaus mit Laden mit rückwärtigem Anbau und rechtem Seitenflügel | Pirnaer Straße 21 (Karte)                                      | 2. Viertel 19. Jahrhundert | Baugeschichtlich von Bedeutung, originale Haustür, Holzbalkendecke, im Seitenflügel gewerbliche Nutzung | 09285109 |
|                                         | Wohnhaus in Ecklage mit Hofgebäude | Pirnaer Straße 23 (Karte)                                      | Um 1850 | Baugeschichtlich von Bedeutung | 09285108 |
|                                         | Wohnhaus | Pirnaer Straße 24 (Karte)                                      | Um 1750 | Baugeschichtlich von Bedeutung, Giebelseite verbrettert | 09285135 |
|                                         | Wohnhaus in Ecklage | Pirnaer Straße 25 (Karte)                                      | Bezeichnet mit 1802 | Baugeschichtlich von Bedeutung. Krüppelwalmdach mit Dachausbauten. Bezeichnet im Schlussstein, darauf Lamm mit Fahne. | 09285129 |
| Direkt Bild zu diesem Denkmal hochladen | Wohnhaus in geschlossener Bebauung | Pirnaer Straße 27 (Karte)                                      | Bezeichnet mit 1901 | Ehemaliger Gasthof, ortsgeschichtlich von Bedeutung. Originales Hofdurchfahrtstor. Bau im Schlussstein bezeichnet 1901, Hofflügel 2005 als Denkmal gestrichen. | 09285130 |
|                                         | Wohnhaus in halboffener Bebauung | Pirnaer Straße 29 (Karte)                                      | Vor 1800 | Baugeschichtlich von Bedeutung | 09285131 |
|                                         | Wohnhaus in halboffener Bebauung | Pirnaer Straße 31 (Karte)                                      | Bezeichnet mit 1774 | Baugeschichtlich und städtebaulich von Bedeutung. Bau am Schlussstein bezeichnet. | 09285134 |
|                                         | Wohnhaus in geschlossener Bebauung | Pirnaer Straße 35 (Karte)                                      | Um 1850 | Baugeschichtlich von Bedeutung. Originales Hofdurchfahrtstor. | 09285137 |
|                                         | Wohnhaus in geschlossener Bebauung | Pirnaer Straße 37 (Karte)                                      | 2. Viertel 19. Jahrhundert | Baugeschichtlich von Bedeutung. Originale Haustür. | 09285138 |
| Weitere Bilder                          | Denkmal für die Gefallenen des 1. Weltkrieges als gestaltete Anlage mit metallenen Namenstafeln und großer steinerner Skulptur | Pulsnitzer Straße (vor dem Kirchhof) (Karte)                   | 1927 | Ortsgeschichtlich von Bedeutung | 09285916 |
| Weitere Bilder                          | Gedenkstätte für die Opfer des Faschismus, mit zwei Soldatengräbern und Park | Pulsnitzer Straße (Ecke Otto-Uhlig-Straße) (Karte)             | 1945 | Begräbnisort für Zwangsarbeiter aus 12 Ländern, darunter 30 Sowjetbürgern, ortsgeschichtlich von Bedeutung. Bisher irrtümlich unter Otto-Uhlig-Straße erfasst, Haupteingang zur Gedenkstätte von der Pulsnitzer Straße aus. | 09285141 |
|                                         | Villa mit Anbau | Pulsnitzer Straße 2a (Karte)                                   | 1870/1880; Anbau 1920er Jahre | Baugeschichtlich von Bedeutung, heute Kindergarten | 09285231 |
|                                         | Mietshaus in halboffener Bebauung | Pulsnitzer Straße 3 (Karte)                                    | 1890er Jahre | Baugeschichtlich und straßenbildprägend von Bedeutung. Haus nimmt Knick im Straßenzug auf. Am Knick halbrunde Balkons mit schönen Gittern. Obergeschosse Klinker. Originale Fenster, originale Hofdurchfahrt. | 09285197 |
|                                         | Mietshaus in geschlossener Bebauung | Pulsnitzer Straße 5 (Karte)                                    | 1890er Jahre | Baugeschichtlich von Bedeutung. Haus mit Knick, nimmt Straßenzug auf. Knick wird in Eckerker aufgefangen. Obergeschosse Klinker. Originale Fenster. Hofdurchfahrt. Im Hausflur Stuck und eine Wappenkartusche. | 09285196 |
|                                         | Mietshaus in geschlossener Bebauung | Pulsnitzer Straße 7 (Karte)                                    | 1890er Jahre | Baugeschichtlich von Bedeutung. Obergeschosse Klinker. Originale Fenster und Hofdurchfahrt. Eingangsbereich Stuck in der Kehle. | 09285194 |
|                                         | Kirchgemeindehaus mit Saal | Pulsnitzer Straße 8 (Karte)                                    | Bezeichnet mit 1926 | Baugeschichtlich und ortsgeschichtlich von Bedeutung, bezeichnet auf Inschrifttafel, Architekt Ulbricht Richter | 09285036 |
|                                         | Mietshaus in geschlossener Bebauung | Pulsnitzer Straße 9 (Karte)                                    | 1890er Jahre | Baugeschichtlich von Bedeutung. Roter Klinker in den Obergeschossen. Originale Fenster, Stuck im Eingangsbereich. | 09285193 |
|                                         | Wohnhaus | Pulsnitzer Straße 10, 12 (Karte)                               | | Rechtwinklig an die geschlossene Häuserzeile als Abschluss angebaut, mit akzentuierendem Eckerker, städtebaulich von Bedeutung | 09285080 |
| Direkt Bild zu diesem Denkmal hochladen | Reste der Stadtmauer hinter den angegebenen Grundstücken | Pulsnitzer Straße 10, 12, 14, 16, 18, 20 (Karte)               | Wohl 15. Jahrhundert | Ortsgeschichtlich von Bedeutung, Reste der Stadtmauer hinter den angegebenen Grundstücken | 09285255 |
|                                         | Wohnhaus in geschlossener Bebauung | Pulsnitzer Straße 11 (Karte)                                   | 1920er Jahre | Baugeschichtlich von Bedeutung. Originale Hofdurchfahrtstür, originale Fenster. | 09285192 |
|                                         | Mietshaus in geschlossener Bebauung | Pulsnitzer Straße 13 (Karte)                                   | 1890er Jahre | Baugeschichtlich von Bedeutung. Rote Klinker in den Obergeschossen. Erdgeschoss geglättet. Sandsteingliederungselemente. Originale Hofdurchfahrtstür und originale Fenster. | 09285191 |
|                                         | Vier Wohnhäuser in Reihe und in geschlossener Bebauung | Pulsnitzer Straße 14, 16, 18, 20 (Karte)                       | 1920er Jahre | Baugeschichtlich und straßenbildprägend von Bedeutung. Wohnanlage ganz ähnlich wie bei Nummer 10 und 12: Fassaden und Portale (kastenartig vorgezogen) gleich gestaltet. Treppenhäuser nach vorn, senkrechtes Fensterband, oben Radfenster. Originale Fenster, annähernd quadratisch. Über dem Hauptgesims noch ein vollständig ausgebautes Dachgeschoss. | 09285081 |
|                                         | Mietshaus in geschlossener Bebauung | Pulsnitzer Straße 15 (Karte)                                   | 1890er Jahre | Baugeschichtlich von Bedeutung. Rote Klinker in den Obergeschossen. Sandsteingliederungselemente. Originale Hofdurchfahrtstür und originale Fenster. | 09285190 |
|                                         | Mietshaus in geschlossener Bebauung | Pulsnitzer Straße 17 (Karte)                                   | 1890er Jahre | Baugeschichtlich von Bedeutung. Gelbe Klinker in den Obergeschossen. Sandsteingliederungselemente. Originale Tür und Fenster. Stuck im Eingangsbereich. | 09285189 |
|                                         | Wohn- und Geschäftshaus in Ecklage | Pulsnitzer Straße 22, 22a (Karte)                              | 1920er Jahre | Baugeschichtlich und straßenbildprägend von Bedeutung. Laden (oder Restaurant) im Erdgeschoss Originale Oberlichtgitter. Originale Hofdurchfahrtstore. | 09285083 |
| Direkt Bild zu diesem Denkmal hochladen | Mietshaus in geschlossener Bebauung | Pulsnitzer Straße 26 (Karte)                                   | Vor 1900 | Baugeschichtlich von Bedeutung. Klinkerfassade im ersten und zweitenObergeschoss. Stuck im Eingangsbereich. | 09285251 |
|                                         | Mietshaus in geschlossener Bebauung | Pulsnitzer Straße 28 (Karte)                                   | Vor 1900 | Baugeschichtlich von Bedeutung. Originale Innenraumfassung. Stuck im Eingangsbereich, originale Türen, geätzte Fenster. Klinker im ersten und zweiten Obergeschoss. | 09285250 |
|                                         | Mietshaus in geschlossener Bebauung | Pulsnitzer Straße 34 (Karte)                                   | 1890er Jahre | Baugeschichtlich von Bedeutung. Gelber Klinkerbau mit braunen Klinkerdekorationen, zum Teil originale Fenster, Sandsteingewände. Stuck im Eingangsbereich, schönes gesprosstes Treppenhausfenster. | 09285175 |
|                                         | Mietshaus in geschlossener Bebauung in Ecklage | Pulsnitzer Straße 36 (Karte)                                   | 1890er Jahre | Baugeschichtlich von Bedeutung. Gelber Klinkerbau mit braunen Klinkerdekorationen, zum Teil originale Fenster mit Sandsteingewänden. Eckladen mit originaler Front. Stuck im Eingangsbereich, schönes gesprosstes Treppenhausfenster. | 09285176 |
|                                         | Wohnhaus in geschlossener Bebauung | Pulsnitzer Straße 40 (Karte)                                   | 1920er Jahre | Baugeschichtlich von Bedeutung. Art-déco Elemente am Haus, Dreiecksgiebel, zwei Erker über erstem bis drittem Obergeschoss. Originale Fenster mit Sprossen. Originale Hausausstattung. Haustür mit geschliffenen Gläsern. Hintergebäude mit gewerblicher Nutzung, ehemals Möbeltischlerei. Streichung Hintergebäude 2016: Objektbesichtigung ergab, dass kein öffentliches Erhaltungsinteresse begründbar ist, weil weitgehend entkernt und auch hinsichtlich äußerem Erscheinungsbild keine erhebliche historische Aussagefähigkeit vorhanden. | 09285178 |
|                                         | Wohnhaus in offener Bebauung | Pulsnitzer Straße 45 (Karte)                                   | Um 1860 | Baugeschichtlich von Bedeutung, Sandsteingewände, Einfriedung Natursteinmauer mit hölzernem Lattenzaun | 09285525 |
| Weitere Bilder                          | Turnhalle mit Wohnteil und Gedenkstein für die Gefallenen des Ersten Weltkrieges | Pulsnitzer Straße 46 (Karte)                                   | Um 1905 | Sozialgeschichtlich von Bedeutung, Mittelgiebel geschwungen | 09285526 |
| Direkt Bild zu diesem Denkmal hochladen | Stadtgut; Wohnhaus in offener Bebauung und Verwaltungsbau des ehemaligen Schlachthofes | Pulsnitzer Straße 47 (Bruno-Thum-Straße 2) (Karte)             | Bezeichnet mit 1897 | Ortsgeschichtlich und baugeschichtlich von Bedeutung, Verwaltungsbau (Bruno-Thum-Straße 2) : Sandsteingewände und -lünetten. Stallgebäude mit Terrakottakopf eines Bullen (Abbruch). | 09285524 |
|                                         | Stadtkrankenhaus Radeberg Dr. Paul Kirchner; Asklepios – ASB Klinik Radeberg; Villa (im Portal bezeichnet) ohne Anbau | Pulsnitzer Straße 60 (Karte)                                   | Bezeichnet mit 1904/1905 | Baugeschichtlich von Bedeutung, aufwendiges Portal, Innenausstattung (Treppengeländer farbiges Fensterglas, Türen) | 09285528 |
|                                         | Tunnel unter dem Eisenbahndamm | Quantzweg (ehemals Am Heiderand) (Karte)                       | 1845 | Eisenbahngeschichtlich und baugeschichtlich von Bedeutung. Eisenbahnüberführung aus der Erbauungszeit der Görlitz-Dresdner Eisenbahnstrecke von 1845 (Bau des Streckenabschnitts zw. Dresden und Radeberg von Mai 1844 bis November 1845, Vollendung der Gesamtstrecke 1847 – Streckenkürzel GD, Streckennummer 6212), Überführungsbauwerk liegt am Streckenkilometer 86,698, Gewölbekonstruktion aus Bruchstein-/Sandstein-Mauerwerk mit vorkragender Steinreihe entlang der Kämpferlinie, Länge 11,6 m, Höhe 10,7 m, Portale mit seitlichen Flügelmauern (tunnelartiges Bauwerk durch den Eisenbahndamm, aufgrund seiner Länge allerdings als Überführungs- bzw. Brückenbauwerk zu klassifizieren). | 09285446 |
| Weitere Bilder                          | Kuranlage Augustusbad (Sachgesamtheit); sogenannte Schwabesche Stiftung | Radeberger Straße 3 (Karte)                                    | 1719 (Erbauung); Anfang 19. Jahrhundert (Radeberger Haus); um 1880 (Luisenhof, Hauptgebäude); um 1880 (Restaurationsgebäude, Galeriegebäude); um 1880 (Wirtschaftsgebäude); 2. Hälfte 19. Jahrhundert (Kurpark); spätes 19. Jahrhundert, Anfang 20. Jahrhundert (Umbau Kurpark) | Sachgesamtheit Kuranlage Augustusbad mit sogenanntem Schweizerhaus (später Entbindungsklinik Dr. Stünz), Kurpalais (sogenanntes Palais-Hotel und Wirtschaftshaus), Stallgebäude, sogenanntes Kaffeehaus, Kurhaus (bestehend aus mehreren Gebäudeteilen: Badehaus, Moorbadehaus, Herrenhaus, Gartenhaus, Dresdner Haus, Kurhaus), sogenannte Eremitage und Schwanenteich (Einzeldenkmale – Obj. 09275331, gleiche Anschrift), dem Kurpark (Gartendenkmal) sowie dem sogenannten Radeberger Haus, dem Restaurations- und Galeriegebäude, dem sogenannten Luisenhof und dem Wirtschaftsgebäude zum Kurpalais (Sachgesamtheitsteile); bau-, orts- und sozialgeschichtliche Bedeutung. - Kurpark: parkartige Gestaltung des gesamten Terrains, darin u. a. Plattform mit Mäuerchen unterhalb des Kurhauses, Anlagen an der Röder, teilweise original erhaltene historische Wegeführungen sowie Baum- und Gehölzbestand und Teiche (Anlage 2. Hälfte 19. Jahrhundert und spätes 19., Anfang 20. Jahrhundert) - Radeberger Haus: massiver Putzbau mit Walmdach (Anfang 19. Jahrhundert) - Restaurations- und Galeriegebäude: langgestreckter Baukörper, eingeschossig mit Fachwerkelementen, bei Nebengebäude eingestellte Säule im Eingangsbereich, Speisesaal Dachüberstände, unterhalb des Dresdner Hauses gelegen (um 1880) - ehemaliger Luisenhof: Hauptgebäude (Feierabendheim) und zwei Wirtschaftsgebäude, Hauptgebäude mit vorspringendem Mittelrisalit und Dachüberstand, erstes Wirtschaftsgebäude mit mittlerem Vorbau, zweites Wirtschaftsgebäude im Obergeschoss verbrettert mit kleinem überdachten hölzernen Verandaanbau (um 1880) - Wirtschaftsgebäude zur Kurpalais: schlichter massiver Putzbau (um 1880) | 09275337 |
| Weitere Bilder                          | Sogenanntes Schweizerhaus, später Entbindungsklinik Dr. Stünz (Einzeldenkmal zu ID-Nr. 09275337) | Radeberger Straße 3 (Karte)                                    | 1880er Jahre | Einzeldenkmal der Sachgesamtheit Kuranlage Augustusbad; bau- und ortsgeschichtliche sowie sozialgeschichtliche Bedeutung, Bau im Schweizerhausstil, ehemals alles Putzquaderung, breit gelagerter Baukörper, Dachüberstand, Drempelgeschoss, Korbbogeneingang | 09275331 |
| Weitere Bilder                          | Kurpalais (sogenanntes Palais-Hotel und Wirtschaftshaus) (Einzeldenkmal zu ID-Nr. 09275337) | Radeberger Straße 3 (Karte)                                    | 1808 | Einzeldenkmal der Sachgesamtheit Kuranlage Augustusbad; bau- und ortsgeschichtliche sowie sozialgeschichtliche Bedeutung. Kurhaus als einst repräsentativer Bau mit betonter Mitte, mit zugebautem Gartensaal, mit Anbau mit Sonnenterrasse, ruinös (1808, Um- und Anbau Ende 19. Jahrhundert) | 09275331 |
| Weitere Bilder                          | Ehemaliges Stallgebäude (Einzeldenkmal zu ID-Nr. 09275337) | Radeberger Straße 3 (Karte)                                    | Um 1880 | Einzeldenkmal der Sachgesamtheit Kuranlage Augustusbad; bau- und ortsgeschichtliche sowie sozialgeschichtliche Bedeutung, (rechter Teil) schlichter Putzbau, Dachüberstand, Sandsteingewände | 09275331 |
| Weitere Bilder                          | Sogenanntes Kaffeehaus (Einzeldenkmal zu ID-Nr. 09275337) | Radeberger Straße 3 (Karte)                                    | 1783 | Einzeldenkmal der Sachgesamtheit Kuranlage Augustusbad; bau- und ortsgeschichtliche sowie sozialgeschichtliche Bedeutung, zwei Obergeschosse Fachwerk, verputzt und Walmdach, klassizistischer Bau (ehemals bezeichnet als sogenanntes Herrenhaus des Grafen Wallwitz) | 09275331 |
| Weitere Bilder                          | Kurhaus, bestehend aus Badehaus, Moorbadehaus, Herrenhaus, Gartenhaus, Dresdner Haus und Kurhaus (Einzeldenkmal zu ID-Nr. 09275337) | Radeberger Straße 3 (Karte)                                    | 1808 (Kurhaus); 1851 (Badehaus); bezeichnet mit 1873 (Dresdner Haus) | Einzeldenkmal der Sachgesamtheit Kuranlage Augustusbad; bau- und ortsgeschichtliche sowie sozialgeschichtliche Bedeutung. Zusammenhängender Baukörper, bestehend aus mehreren einzelnen Gebäudeteilen, aufwendig dekoriert zum Teil mit blauen Wandfliesen am Außenbau, Sandsteinsockel, Zierfachwerk im Obergeschoss und den Giebeln, in Fenster eingestellte Sandsteinsäulen, Dachüberstände. Badehaus 1851 erbaut von Dr. med. Klose, zwei Gebäudeflügel im Winkel. | 09275331 |
| Weitere Bilder                          | Eremitage und Schwanenteich (Einzeldenkmal zu ID-Nr. 09275337) | Radeberger Straße 3 (Karte)                                    | Um 1870 | Einzeldenkmale der Sachgesamtheit Kuranlage Augustusbad; bau- und ortsgeschichtliche sowie sozialgeschichtliche Bedeutung. Eremitage im Schweizerhausstil, ruinös. Schwanenteich mit gemauertem Abfluss, unterirdisch zusammengebrochener Kanal, eventuell in Zusammenhang mit Schwanenteich stehend. | 09275331 |
| Direkt Bild zu diesem Denkmal hochladen | Mietshaus in geschlossener Bebauung und Ecklage | Rathenaustraße 1 (Karte)                                       | 1890er Jahre | Klinkerfassade, baugeschichtlich und städtebaulich von Bedeutung, Mittelrisalit, Sandsteingewände | 09285477 |
| Direkt Bild zu diesem Denkmal hochladen | Mietshaus in geschlossener Bebauung | Rathenaustraße 3 (Karte)                                       | 1890er Jahre | Klinkerfassade, baugeschichtlich und städtebaulich von Bedeutung, Mittelgiebel, darin bezeichnet 189? | 09285478 |
| Direkt Bild zu diesem Denkmal hochladen | Mietshaus mit Hofeinfahrt in geschlossener Bebauung | Rathenaustraße 5 (Karte)                                       | 1890er Jahre | Klinkerfassade, baugeschichtlich und städtebaulich von Bedeutung, Mittelgiebel geschwungen, Eingangsbereich mit Stuck in der Kehle | 09285479 |
| Direkt Bild zu diesem Denkmal hochladen | Mietshaus in geschlossener Bebauung | Rathenaustraße 7 (Karte)                                       | 1890er Jahre | Klinkerfassade, baugeschichtlich und städtebaulich von Bedeutung, Mittelgiebel | 09285480 |
| Direkt Bild zu diesem Denkmal hochladen | Ehemaliger Gasthof „Zum Pillnitzer Hof“ | Rathenaustraße 11 (Karte)                                      | 1890er Jahre | Klinker, ortsgeschichtlich von Bedeutung, Mittelgiebel und Balkons an Mittelrisalit, Sandsteingewände und -gliederungselemente | 09285481 |
| Direkt Bild zu diesem Denkmal hochladen | Mietshaus in geschlossener Bebauung | Rathenaustraße 13 (Karte)                                      | 1890er Jahre | Klinkerfassade, baugeschichtlich und städtebaulich von Bedeutung, Mittelgiebel | 09285482 |
| Direkt Bild zu diesem Denkmal hochladen | Mietshaus in halboffener Bebauung | Rathenaustraße 15 (Karte)                                      | 1890er Jahre | Historisierendes Gebäude mit verbrochener Ecke, Klinker-Putz-Fassade, baugeschichtlich und städtebaulich von Bedeutung, Sandsteingewände und -gliederungen | 09285483 |
| Direkt Bild zu diesem Denkmal hochladen | Mietshaus in halboffener Bebauung | Rathenaustraße 17 (Karte)                                      | 1890er Jahre | Historisierendes Gebäude mit verbrochener Ecke, Klinker-Putz-Fassade, baugeschichtlich und städtebaulich von Bedeutung, siehe Nummer 15, Erdgeschoss und abgeschrägte Ecke verputzt | 09285484 |
|                                         | Mietshaus in geschlossener Bebauung | Rathenaustraße 33 (Karte)                                      | Ende 19. Jahrhundert | Baugeschichtlich von Bedeutung, Obergeschoss Klinker | 09285434 |
| Direkt Bild zu diesem Denkmal hochladen | Kindergarten | Robert-Blum-Weg 1 (Karte)                                      | 1950er Jahre | Baugeschichtlich und sozialgeschichtlich von Bedeutung | 09285456 |
|                                         | Mietshaus in geschlossener Bebauung und Ecklage | Röderstraße 1 (Karte)                                          | Eröffnung 1898 | Baugeschichtlich und straßenbildprägend von Bedeutung. Klinkerbau mit Eckturm und Eckbalkons im ersten und zweitenObergeschoss. Läden mit originaler Front. Ehemaliges Restaurant „Zur deutschen Eiche“. | 09285057 |
|                                         | Mietshaus in offener Bebauung | Röderstraße 5 (Karte)                                          | 1880er Jahre | Baugeschichtlich und straßenbildprägend von Bedeutung. Bau mit repräsentativem Eckerker am Treppenaufgang zum Freudenberg. Erker mit Bleiverglasung. Originale Haustür. Im Eingangsbereich Stuck in der Kehle. Läden mit originaler Front. | 09285146 |
| Weitere Bilder                          | Treppenaufgang zum Freudenberg | Röderstraße 5 (neben) (Am Freudenberg) (Karte)                 | 1912 | Baugeschichtlich und straßenbildprägend von Bedeutung, Treppe führt ausgehend von der Röderstraße zur Schule auf dem Freudenberg | 09285147 |
|                                         | Mietshaus in offener Bebauung mit Hofdurchfahrt | Röderstraße 6 (Karte)                                          | Bezeichnet mit 1907 | Baugeschichtlich von Bedeutung. Mittelerker mit Jugendstilornamentik. Bleiverglaste Fenster. Originale Tür. | 09285225 |
|                                         | Mietshaus in geschlossener Bebauung mit rechtwinkligem Seitenflügel und Hofdurchfahrt (originale Ausgestaltung) | Röderstraße 8 (Karte)                                          | Vor 1900 | Baugeschichtlich von Bedeutung. Erstes und zweites Obergeschoss Klinker. Drittes Obergeschoss aufgestockt. Plafondmalerei (Schablone) in der Tordurchfahrt, Hofflügel ursprünglich mit unter Schutz, wegen fehlender Denkmaleigenschaften gestrichen. | 09285224 |
|                                         | Mietshaus in geschlossener Bebauung | Röderstraße 10 (Karte)                                         | Vor 1900 | Baugeschichtlich von Bedeutung. Erstes und zweites Obergeschoss Klinker, Eckerker. | 09285223 |
|                                         | Mietshaus in geschlossener Bebauung mit zwei Läden und Hofdurchfahrt | Röderstraße 12 (Karte)                                         | Vor 1900 | Baugeschichtlich von Bedeutung. Klinker im ersten und zweitenObergeschoss. Tor in Durchfahrt original erhalten. | 09285222 |
|                                         | Mietshaus in geschlossener Bebauung und Tordurchfahrt | Röderstraße 14 (Karte)                                         | Vor 1900 | Baugeschichtlich von Bedeutung. Klinker im ersten und zweiten Obergeschoss. Putznutungen im Erdgeschoss Mittelerker über erstem und zweitem Obergeschoss. | 09285221 |
|                                         | Wohnhaus in offener Bebauung | Röderstraße 15 (Karte)                                         | 1850–1860 | Baugeschichtlich von Bedeutung. Originales Hofdurchfahrtstor. Repräsentative Fensterbedachungen im ersten Obergeschoss. Fassade mit Mittelgiebel. Läden mit originalen Fronten. | 09285145 |
|                                         | Mietshaus in geschlossener Bebauung | Röderstraße 16 (Karte)                                         | Vor 1900 | Baugeschichtlich von Bedeutung, Klinker im ersten und zweitenObergeschoss | 09285220 |
|                                         | Mietshaus in geschlossener Bebauung | Röderstraße 18 (Karte)                                         | Vor 1900 | Baugeschichtlich von Bedeutung. Erstes und zweites Obergeschoss Klinker. | 09285219 |
|                                         | Mietshaus in geschlossener Bebauung, mit Anbau | Röderstraße 20 (Karte)                                         | Vor 1900 | Baugeschichtlich von Bedeutung. Drittes Obergeschoss nachträglich aufgestockt. Erstes und zweites Obergeschoss Klinker. Erdgeschoss Putznutungen. | 09285218 |
|                                         | Mietshaus in halboffener Bebauung | Rumpeltstraße 1 (Karte)                                        | Um 1910 | Baugeschichtlich von Bedeutung, an Ecke zur Bahnhofstraße eingezogener Eingang mit Konsole, Putzdekor und Figuren, runde Giebel | 09285487 |
| Direkt Bild zu diesem Denkmal hochladen | Doppelwohnhaus mit neuklassizistischem äußeren Erscheinungsbild | Schillerstraße 2, 4 (Karte)                                    | Um 1910 | Baugeschichtlich von Bedeutung, frei stehender dreigeschossiger symmetrischer Baukörper mit Mittelrisalit, dieser mit Dreiecksgiebel und im dritten Geschoss besondere Gestaltung durch Säulenstellungen (Lisenen in Form von kannelierten Säulen mit ionischen Kapitellen), ansonsten verschiedene Putznutungen als Gestaltungselemente, original erhaltene Kubatur und Proportionen, Fenster des Erdgeschosses in rundbogigen Vertiefungen, auch im Inneren authentisch erhaltene Treppenhäuser mit originalen, gut erhaltenen Wohnungstüren | 09285462 |
| Direkt Bild zu diesem Denkmal hochladen | Mietvilla | Schillerstraße 3 (Karte)                                       | Um 1900 | Mit aufwendiger Fassadengestaltung, baugeschichtlich und künstlerisch von Bedeutung, Holzveranden, farbiges Glas, originale Fenster, großer Giebel, Zierfachwerk, Ecktürmchen, Stuckschmuck, Sandsteingewände | 09285457 |
| Direkt Bild zu diesem Denkmal hochladen | Ehemaliger Gasthof „Schillergarten“ in Ecklage | Schillerstraße 37 (Karte)                                      | Um 1920 | Ortsgeschichtlich von Bedeutung, Putzprofile, Erdgeschoss-Fensterläden, stand ursprünglich unter Heidestraße 2 in der Datenbank | 09285453 |
| Weitere Bilder                          | Große Hundestallbrücke; Einbogige Sandsteinbrücke über die Röder | Schloßstraße (Karte)                                           | Bezeichnet mit 1781 | Mit aufgemauerter und seitlich abgetreppter Brüstung und Jahreszahl im Schlussstein, baugeschichtlich und landschaftsprägend von Bedeutung, zum Zeitpunkt der Erfassung verunstaltet, ab 1999 grundlegend saniert, Brückenbauwerk mit weitgehend authentischem Erscheinungsbild, wichtige Funktion für das Ortsbild in unmittelbare Nachbarschaft zum Schloss Klippenstein und am Eingang zum Hüttertal | 09285517 |
|                                         | Ländliches Wohnhaus in offener Bebauung | Schloßstraße 1 (Karte)                                         | 1. Hälfte 18. Jahrhundert | Baugeschichtlich von Bedeutung | 09285156 |
| Weitere Bilder                          | Schloss Klippenstein mit Vorburg, Eulenturm, Burgmauer, zwei Wassertrögen aus Sandstein und Wassergraben sowie Schlossgarten (Gartendenkmal) | Schloßstraße 6 (Karte)                                         | Um 1200, erste urkundliche Erwähnung 1289 (Burgbestandteil); 1. Hälfte 16. Jahrhundert (Vorburg); ab 1200 (Wasserelement); 1543–1546 (Ausbau der Burg zum Jagdschloss) | Baugeschichtlich, kunstgeschichtlich und ortsgeschichtlich von Bedeutung, zweigeschossige Dreiflügelanlage auf hohem Unterbau um spitzwinkligem Innenhof, Hauptfassade südlich zur großen Röder mit Fürstentreppe und Renaissanceportal, Vorburg schließt sich um stadtseitigen Flügel, zur Schloßstraße Durchfahrt mit Fachwerkobergeschoss, von der mittelalterlichen Burganlage noch Ruine des Eulenturms auf der Ostseite erhalten | 09285516 |
| Direkt Bild zu diesem Denkmal hochladen | Wohnstallhaus, Scheune und Stützmauer | Schloßstraße 7 (Karte)                                         | Bezeichnet mit 1906 (Wohnstallhaus); bezeichnet mit 1933 (Scheune) | Baugeschichtlich von Bedeutung, beide Gebäude stattlich, Scheune bezeichnet in der Wetterfahne | 09285520 |
|                                         | Schlossmühle; Scheune, Mühlengebäude und Mühlgraben mit Wehr | Schloßstraße 8 (Karte)                                         | 18./Anfang 19. Jahrhundert | Im Hüttertal gelegen, technikgeschichtlich, baugeschichtlich und ortsgeschichtlich von Bedeutung. Mühlengebäude im Giebel Fachwerk, Erdgeschoss gemauert, Scheune Fachwerk. - Geschichte: 1445 erste urkundliche Erwähnung, 1687 Zerstörung durch Feuer, ab März 1935 umfangreicher Um- und Ausbau der Mühle und ihrer Nebengebäude, 1943 elektrischer Antrieb der Maschinen und Einbau neuer Walzenstühle, 1956 Hofpflasterung, 1966 Ausbau des Wasserrades – Ersatz durch gebraucht erworbene Francis-Spiralturbine, 1969 Errichtung eines neuen, massiven Giebels am Mühlgebäude, 1970er Jahre Einbau des Sägegatter und Wasserrades, 1982/83 Umbau zur Weizenmühle, bis 1996 zahlreiche Um- und Ausbauten, 24.07.1996 Einstellung des Mahlbetriebes (letzter Müller Günter Sonntag) - Technische Ausstattung: Restauriert drei Walzenstühle (u. a. Grosse, Lohmen, Sa., MIAG, Seck, Dresden), eine Ausmahlmaschine, zwei Plansichter, Reinigung, pneumatischer Förderung, 3 Mischmaschinen, eine Francis-Spiralturbine (1915), 10 PS, oberschlächtiges Wasserrad (3 m Durchmesser) mit Generator (6 kW), Mühlgraben. Waage. Nähmaschine für Säcke. Stationäre Lokomobile, des Weiteren beachtenswerte Mühlenausstattung wie Abrechnungsbücher und bewegliche Ausstattung: zwei Dampfwalzen, eine Dieselwalze, Lanz-Bulldog festes Wehr mit hölzernem Schütz. | 09285519 |
|                                         | Ländliches Wohnhaus in offener Bebauung | Schloßstraße 9 (Karte)                                         | Anfang 19. Jahrhundert | Baugeschichtlich von Bedeutung, originale Fenster und Tür | 09285148 |
|                                         | Wohnhaus in offener Bebauung mit linkem Seitenflügel | Schloßstraße 10 (Karte)                                        | Vor 1850 | Zum ersten Fabrikbau gehörig, baugeschichtlich und straßenbildprägend von Bedeutung. Mittelgiebel. Originale Fenster und Tür. | 09285149 |
|                                         | Fassade nördliche Giebelseite und Fassade westliche Traufseite als Reste eines ehemaligen Wohnhauses in geschlossener Bebauung | Schloßstraße 11 (Karte)                                        | 1. Hälfte 18. Jahrhundert | Baugeschichtliche und stadtentwicklungsgeschichtliche Bedeutung, straßenbildprägend. Gebäude zum großen Teil abgebrochen, Fassade zur Schloßstraße hin und Fassade zur Wasserstraße hin erhalten, Reste der historischen Bebauung nach Stadtbrand von 1741 in unmittelbarer Nachbarschaft des Schlosses Klippenstein gelegen, daher von wichtigem ortsbildprägendem Wert. | 09285195 |
|                                         | Fassade der westlichen Traufseite als Rest eines ehemaligen Wohnhaus in geschlossener Bebauung | Schloßstraße 12 (Karte)                                        | Mitte 18. Jahrhundert | Baugeschichtliche und stadtentwicklungsgeschichtliche Bedeutung, straßenbildprägend. Gebäude bis auf Fassade abgebrochen, diese als Rest der historischen Bebauung des Straßenzuges nach Stadtbrand von 1741 in unmittelbarer Nachbarschaft zu Schloss Klippenstein gelegen, daher von unverzichtbarem straßenbildprägendem Wert. | 09285157 |
|                                         | Fassade der westlichen Traufseite als Rest eines ebenerdigen Wohnhauses in geschlossener Bebauung | Schloßstraße 13 (Karte)                                        | Bezeichnet mit 1747 | Baugeschichtliche und stadtentwicklungsgeschichtliche Bedeutung, straßenbildprägend. Gebäude ist bis auf Fassade abgebrochen, diese als Rest der historischen Bebauung des Straßenzuges nach Stadtbrand von 1741 in unmittelbarer Nachbarschaft zu Schloss Klippenstein gelegen, daher von unverzichtbarem, straßenbildprägendem Wert, bezeichnet im Schlussstein. | 09285158 |
|                                         | Wohnhaus in geschlossener Bebauung und Ecklage | Schloßstraße 14 (Karte)                                        | Mitte 18. Jahrhundert | Baugeschichtlich von Bedeutung, Eckhaus zur Niederstraße, originale Tür | 09285159 |
|                                         | Langbeinscher Garten mit Gartenhaus; Lustgarten, darin klassizistisches Gartenhaus, kleine Treppenanlage sowie Bruchsteinmauer am Weg und Scheune außerhalb der Einfriedung                                                                                            | Schloßstraße 16 (Karte)                                        | 18. Jahrhundert (Scheune und Bruchsteinmauer); 1. Hälfte 19. Jahrhundert (Gartenhaus); Lustgarten 1763 angelegt | Baugeschichtlich, landschaftsgestaltend und ortsgeschichtlich von Bedeutung, Lustgarten 1763 von Justizamtmann Ludwig Langbein angelegt, kleine Treppenanlage mit zwei Sandsteinpfeilern und Kugelaufsätzen, Scheune Obergeschoss Fachwerk | 09285518 |
|                                         | Haus Rödertal (ehemals); sogenannte Knochenstampe; Wohnhaus im Schweizerhausstil | Schloßstraße 20 (Karte)                                        | Bezeichnet mit 1860 | Baugeschichtlich von Bedeutung. Erbaut von Mißbach, dem Besitzer der Hüttermühle, mit Mezzanin mit gedoppelten Rundbogenfenstern. Streichung Brücke 2013: nach baulichen Veränderungen Denkmalwert nicht mehr ausreichend gegeben. | 09285334 |
| Direkt Bild zu diesem Denkmal hochladen | Einbogige Brücke über die Große Röder | Schloßstraße 20 (bei) (Karte)                                  | Bezeichnet mit 1860 | Granit-Sandstein, mit Schlussstein, weitgehend authentisches äußeres Erscheinungsbild, von landschaftsprägender Bedeutung | 09305907 |
|                                         | Hüttermühle (vorderer Teil einschließlich Fachwerkteil), Mühlgraben mit Wehr, Mühlrad und zwei Pfeiler mit Kugelaufsätzen | Schloßstraße 21 (Karte)                                        | 2. Hälfte 19. Jahrhundert | Eine von mehreren Mühlen im Hüttertal entlang der Großen Röder, seit 1870 Gastwirtschaft und beliebtes Ausflugsziel, ortsgeschichtlich von Bedeutung, ohne hinteren Anbau, Pfeiler (gemauert oder Sandstein) verputzt | 09285522 |
| Direkt Bild zu diesem Denkmal hochladen | Einbogige Brücke | Schloßstraße 21 (vor) (Karte)                                  | Bezeichnet mit 1761 | Zufahrtsbrücke zur Hüttermühle, baugeschichtlich und landschaftsprägend von Bedeutung. Sandstein und Granit, über dem Bogen Beton, nachträglich angebrachtes Eisengeländer, nicht denkmalgerecht. | 09285521 |
| Direkt Bild zu diesem Denkmal hochladen | Fabrikantenvilla einer Glasfabrik mit Eingangshäuschen, Einfriedung und Verbindungsgang zum Haus | Schönfelder Straße 1 (Karte)                                   | 1910er Jahre | Baugeschichtlich und ortsgeschichtlich von Bedeutung, originale Rundbogenfenster | 09285451 |
|                                         | Grundschule | Schulstraße 1 (Karte)                                          | 1876/1877 | Ehemals Mädchenschule, baugeschichtlich und ortsgeschichtlich von Bedeutung, Putzbau mit Sandsteinarchitekturelementen. Flügelanbau am Niedergraben 1907, Schule wurde bis Februar 2008 unter der Nummer 1 in der Denkmalliste geführt, laut ALK-Daten besitzt dieses Gebäude die Nummer 2 | 09285001 |
|                                         | Mietshaus in geschlossener Bebauung, mit Laden und Begrenzungsmauer mit eingebauter Remise und Transformatorenhäuschen | Schulstraße 3                                                  | Um 1908 | Baugeschichtlich und städtebaulich von Bedeutung, Abbruchgenehmigung für Nebengebäude 2003 erteilt, Gebäude wurde bisher unter der Nummer 3 in der Denkmalliste geführt, laut ALK-Daten besitzt dieses Gebäude die Nummer 1, das Nebengebäude ist abgebrochen, Begrenzungsmauer entlang der rechten Grundstücksgrenze. | 09285002 |
|                                         | Villa mit Einfriedung | Sonnenweg 2 (ehemals Sommerweg 2) (Karte)                      | Ende 19. Jahrhundert | Baugeschichtlich von Bedeutung, Klinkersockel und Klinkeraufsatz, Sandsteingewände, aufwendig gestaltete Mittelfenster mit plastischem Schmuck | 09285263 |
| Direkt Bild zu diesem Denkmal hochladen | Herzog's Gaststätte; Wohnhaus in offener Bebauung | Steinstraße 1 (Karte)                                          | Ende 19. Jahrhundert | Baugeschichtlich von Bedeutung, Klinkerblender über Erdgeschoss-Fenstern, Dachüberstand | 09285495 |
|                                         | Wohnhaus in geschlossener Bebauung | Stolpener Straße 3 (Karte)                                     | 1. Hälfte 19. Jahrhundert | Fachwerk, baugeschichtlich von Bedeutung | 09285217 |
|                                         | Wohnhaus in geschlossener Bebauung | Stolpener Straße 5 (Karte)                                     | 1. Hälfte 19. Jahrhundert | Baugeschichtlich von Bedeutung | 09285216 |
| Weitere Bilder                          | Wohnhaus in halboffener Bebauung mit Gedenktafel | Stolpener Straße 7 (Karte)                                     | 1. Hälfte 19. Jahrhundert | Geburtshaus des Komponisten Johannes Gelbke, Tafel über der Tür, baugeschichtlich und ortsgeschichtlich von Bedeutung. Fassade überformt, moderne Einscheibenfenster. 1846 wurde der Musiker Johannes Gelbke geboren. | 09285215 |
| Direkt Bild zu diesem Denkmal hochladen | Mietshaus in halboffener Bebauung und Ecklage | Stolpener Straße 9 (Karte)                                     | Vor 1900 | Baugeschichtlich von Bedeutung. Obergeschoss Klinkerfassade. Als Eckbau konzipiert (abgeschrägte Ecke). | 09285212 |
| Direkt Bild zu diesem Denkmal hochladen | Mietshaus in geschlossener Bebauung | Stolpener Straße 11 (Karte)                                    | Vor 1900 | Baugeschichtlich von Bedeutung. Obergeschoss Klinkerfassade. Originale Haustür. Hinterhaus seit 15. August 1996 kein Denkmal mehr. | 09285213 |
| Direkt Bild zu diesem Denkmal hochladen | Mietshaus in halboffener Bebauung | Stolpener Straße 13 (Karte)                                    | Vor 1900 | Baugeschichtlich von Bedeutung. Klinkerfassade im Obergeschoss. Originale Haustür. Hinterhäuser zum größten Teil abgebrochen. | 09285214 |
| Direkt Bild zu diesem Denkmal hochladen | Wohnhaus mit Einfriedung | Stolpener Straße 15 (Karte)                                    | Ende 19. Jahrhundert | Baugeschichtlich von Bedeutung, Seitengiebel | 09285514 |
| Direkt Bild zu diesem Denkmal hochladen | Wohnhaus mit Einfriedung | Stolpener Straße 17 (Karte)                                    | Bezeichnet mit 1858 | Baugeschichtlich von Bedeutung, Mittelgiebel | 09285513 |
| Direkt Bild zu diesem Denkmal hochladen | Ehemalige katholische Schule, jetzt Kolping-Bildungswerk | Straße des Friedens 1 (Karte)                                  | 1890er Jahre | Ortsgeschichtlich von Bedeutung, mit zwei Giebeln, Sandsteingewände, Klinker | 09285490 |
| Direkt Bild zu diesem Denkmal hochladen | Mietshaus in geschlossener Bebauung | Straße des Friedens 2 (Karte)                                  | Ende 19. Jahrhundert | Klinker, baugeschichtlich von Bedeutung, drittes Obergeschoss nachträglich aufgestockt | 09285211 |
| Direkt Bild zu diesem Denkmal hochladen | Mietshaus in geschlossener Bebauung | Straße des Friedens 4 (Karte)                                  | Ende 19. Jahrhundert | Klinker, baugeschichtlich von Bedeutung | 09285491 |
| Direkt Bild zu diesem Denkmal hochladen | Mietshaus in geschlossener Bebauung | Straße des Friedens 6 (Karte)                                  | Ende 19. Jahrhundert | Klinker, baugeschichtlich von Bedeutung | 09285492 |
| Direkt Bild zu diesem Denkmal hochladen | Verwaltungs- und Produktionsgebäude des einstigen VEB Gießerei- und Glasformenbau Radeberg | Straße des Friedens 8, 8a (Karte)                              | 1983–1986 | Markantes Gebäude als anschauliches, bauliches Zeugnis für die späte Nachkriegsmoderne und Postmoderne in der DDR, geschichtliche, genauer bau- und ortsgeschichtliche sowie künstlerische Bedeutung | 09307268 |
|                                         | Einbogige Sandsteinquaderbrücke | Talstraße (Karte)                                              | 19. Jahrhundert | Baugeschichtlich von Bedeutung | 09285506 |
| Direkt Bild zu diesem Denkmal hochladen | Villa | Talstraße 1 (Karte)                                            | Um 1900 | Baugeschichtlich von Bedeutung | 09285496 |
| Direkt Bild zu diesem Denkmal hochladen | Villa | Talstraße 2 (Karte)                                            | Ende 19. Jahrhundert | Klinker, baugeschichtlich von Bedeutung | 09285500 |
| Direkt Bild zu diesem Denkmal hochladen | Wohnhaus mit Einfriedung | Talstraße 3 (Karte)                                            | Um 1880 | Baugeschichtlich von Bedeutung, Putzbau, Dachüberstand | 09285501 |
| Direkt Bild zu diesem Denkmal hochladen | Villa mit Einfriedung | Talstraße 5 (Karte)                                            | Ende 19. Jahrhundert | Baugeschichtlich von Bedeutung. Mit reichem Dekor auf Putz, Mittelrisalit, Dachüberstand, Freitreppe (hölzerner Vorbau). | 09285502 |
| Weitere Bilder                          | Tobiasmühle; Wirtschaftsgebäude | Talstraße 59 (Karte)                                           | 2. Viertel 19. Jahrhundert | Gemarkung Lotzdorf, mit großen hölzernen Toren, wirtschaftsgeschichtlich von Bedeutung | 09285430 |
| Weitere Bilder                          | Talmühle; Wohnmühlenhaus (Mühlengebäude oder Müllerwohnhaus), Schuppen (zum Teil mit Fachwerk) und drei Seitengebäude sowie Mühlgraben | Talstraße 60 (Karte)                                           | 18. Jahrhundert und später | Gemarkung Lotzdorf. Baugeschichtlich und ortsgeschichtlich von Bedeutung. Linker Gebäudeteil: Fenster mit Klinker-Blendbögen. Streichung der Nebengebäude 12/2015 wegen zu geringem historischen Aussagewert. | 09285505 |
| Weitere Bilder                          | Zwei Gebäude und Schornstein der ehemaligen Feilenfabrik | Talstraße 64 (Karte)                                           | Um 1900 | Gemarkung Lotzdorf. Baugeschichtlich und technikgeschichtlich von Bedeutung. Vom hinteren Gebäude nur vorderer Teil ohne rechtwinklige Anbauten, von diesem Bau links Verwaltung, rechts Produktionshalle, Massivbauten, große gedrücktbogige Fenster mit Klinkereinfassung (Blendbögen). Schornstein: Klinker, dekorativ mit Klinkerbändern verzierter quaderförmiger Sockel. Erhebliche Gebäudeschäden durch Großbrand am 3. Januar 2025. | 09285504 |
| Direkt Bild zu diesem Denkmal hochladen | Wohnhaus einer Wohnanlage mit Mittelgiebel und Uhrturm, Durchfahrt zum Hof und seitlichen Flügelbauten | Torweg 13, 14, 15, 16 (Hügelweg 29, 31) (Karte)                | Um 1910 | Ein komplexer Baukörper mit sechs Eingängen – siehe auch Torweg 13, 14, 15 und 16, baugeschichtlich und ortsgeschichtlich von Bedeutung, gehört zur WBG (Wohnungsbaugenossenschaft Radeberg e.G.), ursprünglich gebaut als Wohnanlage der Baugenossenschaft Feuerwerkslaboratorium, diese Baugenossenschaft wurde 1914/1916 gegründet | 09285455 |
|                                         | Kassenhäuschen und Umkleidekabinen des Stadtbades | Wasserstraße (Karte)                                           | Um 1900 | Bau- und ortsgeschichtlich von Bedeutung. Kassenhäuschen: Massivbau, holzverkleidet. Umkleidekabinen: rechts- und linksseitig des Kassenhauses platzierte Holzbauten. Eingeschossig, typische Bäderarchitektur der Zeit um 1900, saniert. | 09300940 |
| Direkt Bild zu diesem Denkmal hochladen | Wohnhaus in offener Bebauung | Wasserstraße 2 (Karte)                                         | 2. Viertel 19. Jahrhundert | Baugeschichtlich von Bedeutung, originale Fenster und Haustür | 09285150 |
| Direkt Bild zu diesem Denkmal hochladen | Bergmühle, winklige Scheune mit offener Galerie, kleine Scheune und Futter- und Saatkeller | Wasserstraße 11 (Karte)                                        | 18. Jahrhundert (Mühle); bezeichnet mit 1810 (Scheune mit offener Galerie); bezeichnet mit 1815 (Bruchsteinscheune); bezeichnet mit 1826 (kleine Scheune) | Älteste Mühle der Stadt, baugeschichtlich und ortsgeschichtlich von Bedeutung. Mühle (ruinös), winklige Scheune mit offener Galerie mit Fachwerk im Obergeschoss, bezeichnet mit 1810, kleine Scheune bezeichnet mit 1826 und Futter- und Saatkeller (Bruchsteinscheune, im Rundbogenportal bezeichnet mit 1815). | 09285512 |
| Direkt Bild zu diesem Denkmal hochladen | Wohnhaus | Wasserstraße 20b (Karte)                                       | Vor 1850 | Baugeschichtlich von Bedeutung, originale Fenster und Haustür | 09285151 |
| Direkt Bild zu diesem Denkmal hochladen | Wohnhaus | Wasserstraße 21                                                | Um 1800 | Baugeschichtlich und hausgeschichtlich von Bedeutung, originale Fenster und Haustür, sehr ruinös | 09285152 |
|                                         | Mietvilla in offener Bebauung und Einfriedung | Weststraße 2 (Karte)                                           | Bezeichnet mit 1900 | Aufwendige Fassadengestaltung, baugeschichtlich und städtebaulich von Bedeutung, Klinkerbau in deutscher Neurenaissance | 09285301 |

## Streichungen von der Denkmalliste
| Bild                                    | Bezeichnung | Lage                                                     | Datierung                                       | Beschreibung | ID       |
| --------------------------------------- | --- | -------------------------------------------------------- | ----------------------------------------------- | --- | -------- |
| Direkt Bild zu diesem Denkmal hochladen | Denkmal (Schlacht bei Bautzen?) | An der Kirche                                            | Nach 1764                                       | |          |
|                                         | Mietshaus in halboffener Bebauung mit Hinterhaus | August-Bebel-Straße 3 (Karte)                            | Vor 1900                                        | Städtebaulich von Bedeutung. 2017 abgerissen, zukünftige Nutzung der Fläche im Fördergebietskonzept „Grünes Band“ entlang der Röder. | 09285237 |
|                                         | Mietshaus in halboffener Bebauung | August-Bebel-Straße 5 (Karte)                            | Um 1910                                         | Städtebaulich von Bedeutung. 2017 abgerissen, zukünftige Nutzung der Fläche im Fördergebietskonzept „Grünes Band“ entlang der Röder. | 09285236 |
| Weitere Bilder                          | Wohnhaus in offener Bebauung und Vorgarten | Badstraße 67 (Karte)                                     | Bezeichnet mit 1901                             | Putzfassade |          |
| Direkt Bild zu diesem Denkmal hochladen | Eschebach-Werk; Fabrikanlage mit verschiedenen Gebäuden: Haus 1 (Hauptbau entlang der Straße), Haus 8 (linker und rechter Teil, ohne Verbindungsstück mit Glasdächern) | Bahnhofstraße 9, 10 (Karte)                              | Um 1910                                         | Industriegeschichtlich von Bedeutung und straßenbildprägender Wert: - Haus 1: Mittelrisalit mit geschwungenem Giebel, Stuckschmuck, zum großen Teil originale, vielsprossige Fenster, Abbruch Haus 1 (Hausnummer 9) 02/2017 festgestellt, davor bereits starke Schäden durch Brandstiftung - Haus 8: Putzbau mit Klinkerblendern um Fenster, am rechten Giebel Inschrift: „Vereinigte Eschebachsche Werke“, aufwendige Klinkerverzierung, Giebelaufsätze mit Sandsteinkugeln, Gebäude im Januar 2008 abgebrannt | 09285486 |
|                                         | Ehemaliger Gasthof (ehemals Deutsches Haus und Norddeutscher Hof) | Bahnhofstraße 17 (Karte)                                 | 3. Viertel 19. Jahrhundert                      | Ortsgeschichtlich von Bedeutung; nach 2014 von der Denkmalliste gestrichen | 09285488 |
| Direkt Bild zu diesem Denkmal hochladen | Gaststätte „Friedrichschlößchen“, heute Wohnhaus | Dr.-Rudolf-Friedrichs-Straße 1 (Karte)                   | 1894                                            | |          |
| Direkt Bild zu diesem Denkmal hochladen | Wohnhaus (freistehend) mit Laden und Einfriedung | Dr.-Rudolf-Friedrichs-Straße 3 (Karte)                   | Vor 1900                                        | |          |
| Direkt Bild zu diesem Denkmal hochladen | Wohnhaus (freistehend) mit Einfriedung | Dr.-Rudolf-Friedrichs-Straße 5 (Karte)                   | Vor 1900                                        | |          |
|                                         | Wohnhaus in nach rechts geschlossener Bebauung | Dr.-Wilhelm-Külz-Straße 9a (Karte)                       | Um 1830                                         | |          |
| Direkt Bild zu diesem Denkmal hochladen | Wohnhaus in geschlossener Bebauung, mit Hinterhaus | Dr.-Wilhelm-Külz-Straße 13 (Karte)                       | Anfang 19. Jahrhundert                          | Zwischen 2008 und 2011 abgerissen |          |
| Direkt Bild zu diesem Denkmal hochladen | Wohnhaus in geschlossener Bebauung | Dr.-Wilhelm-Külz-Straße 14 (Karte)                       | Anfang 19. Jahrhundert                          | Abgerissen |          |
| Direkt Bild zu diesem Denkmal hochladen | Ehemaliges Fabrikgebäude einer Wäschefabrik, heute Wohnhaus | Dresdener Straße 1d                                      | Um 1870                                         | Zwischen 2008 und 2011 abgerissen |          |
| Direkt Bild zu diesem Denkmal hochladen | Verwaltungsbau einer ehemaligen Fabrik | Dresdener Straße 1e                                      | Um 1910                                         | Zwischen 2008 und 2011 abgerissen |          |
| Direkt Bild zu diesem Denkmal hochladen | Ehemalige Stadtmühle mit Mühlgraben, Mühlrad und zwei Sandsteinbrücken                                                                                                 | Dresdener Straße 38 (Karte)                              | 18. Jahrhundert                                 | Baugeschichtlich und technikgeschichtlich von Bedeutung; nach 2014 von der Denkmalliste gestrichen | 09285507 |
|                                         | Eisenbahnbrücke | Dresdener Straße (Karte)                                 | Um 1900                                         | Stahlträger mit Nieten, originales Geländer, verkehrs- und technikgeschichtlich von Bedeutung. Zwischen 2012 und 2015 abgerissen und durch einen Neubau ersetzt. | 09285444 |
| Weitere Bilder                          | Ernst-Braune-Siedlung (Sachgesamtheit) | Ernst-Braune-Straße, Gartenstraße (Karte)                | Um 1910                                         | |          |
| Direkt Bild zu diesem Denkmal hochladen | Feierabendheim Friedrichstal (ehemals); Lahmannsches Gut (ehemals); Vorwerk Friedrichstal (ehemals); Seitengebäude (Nr. 4) des ehemaligen Vorwerks                     | Friedrichstal 4, 6 (Karte)                               |                                                 | Baugeschichtlich und ortsgeschichtlich von Bedeutung; nach 2014 von der Denkmalliste gestrichen | 09285439 |
|                                         | Meierei Heinrichsthal (ehemals); Verwaltungsgebäude einer Molkerei und Wohnhaus                                                                                        | Großröhrsdorfer Straße 15a (Karte)                       | Gegründet 1880                                  | Orts- und baugeschichtlich von Bedeutung. Zwischen 2017 und 2024 aus der Denkmalliste gestrichen. | 09285523 |
|                                         | Wohnhaus (ehemals Gasthaus) in geschlossener Bebauung und Ecklage | Hauptstraße 14 (Karte)                                   | Kern 18. Jahrhundert, Umbau bezeichnet mit 1854 | |          |
|                                         | Wohnhaus in geschlossener Bebauung | Hauptstraße 41 (Karte)                                   | Um 1840                                         | Baugeschichtlich und städtebaulich von Bedeutung. Zwischen 2017 und 2024 aus der Denkmalliste gestrichen. | 09285065 |
| Direkt Bild zu diesem Denkmal hochladen | Wohnhaus in geschlossener Bebauung | Hauptstraße 46 (Karte)                                   | Nach 1800                                       | Zwischen 2001 und 2008 abgerissen |          |
|                                         | Wohnhaus in geschlossener Bebauung, mit Laden | Hauptstraße 49 (Karte)                                   | Bezeichnet mit 1842                             | |          |
| Direkt Bild zu diesem Denkmal hochladen | Wohnhaus in geschlossener Bebauung | Hauptstraße 54 (Karte)                                   | 2. Hälfte 19. Jahrhundert                       | Zwischen 2001 und 2008 abgerissen |          |
| Direkt Bild zu diesem Denkmal hochladen | Wohnhaus in nach links offener Bebauung, mit späterem Anbau | Hauptstraße 56 (Karte)                                   | 2. Hälfte 19. Jahrhundert                       | Zwischen 2001 und 2008 abgerissen |          |
| Direkt Bild zu diesem Denkmal hochladen | Wohnhaus (freistehend) | Karlstraße 12 (Karte)                                    | Um 1900                                         | |          |
| Direkt Bild zu diesem Denkmal hochladen | Fabrikgebäude (freistehend) | Landwehrweg 22 (Karte)                                   | Um den Ersten Weltkrieg                         | Vor 2001 abgerissen |          |
| Direkt Bild zu diesem Denkmal hochladen | Bauernhof mit Wohnhaus und Scheune | Lotzdorfer Straße 2 (Karte)                              | 2. Hälfte 19. Jahrhundert                       | Baugeschichtlich und wirtschaftsgeschichtlich von Bedeutung; nach 2014 von der Denkmalliste gestrichen | 09285264 |
| Direkt Bild zu diesem Denkmal hochladen | Bäuerliches Wohnhaus mit Anbau im Winkel | Lotzdorfer Straße 4 (Karte)                              | 1. Hälfte 19. Jahrhundert                       | Obergeschoss Fachwerk verputzt; zwischen 2011 und 2015 abgerissen |          |
|                                         | Ehemaliger Gasthof | Lotzdorfer Straße 34 (Karte)                             | Bezeichnet mit 1846                             | Gemarkung Lotzdorf, ortsgeschichtlich von Bedeutung, breitgelagerter Baukörper. Zwischen 2017 und 2024 aus der Denkmalliste gestrichen. | 09285274 |
|                                         | Wohnhaus in offener Bebauung | Lotzdorfer Straße 39 (Karte)                             | 1. Hälfte 19. Jahrhundert                       | Gemarkung Lotzdorf, baugeschichtlich von Bedeutung. Zwischen 2017 und 2024 aus der Denkmalliste gestrichen. | 09285276 |
|                                         | Wohnhaus in geschlossener Bebauung mit Laden, mit Hofflügel | Markt 4 (Karte)                                          | Vor 1800, Umbau um 1830                         | Ehemaliger Gasthof „Zum Anker“ |          |
|                                         | Wohnhaus in geschlossener Bebauung, mit Laden | Markt 13 (Karte)                                         | Vor 1800, Umbau um 1905                         | |          |
|                                         | Mietshaus in geschlossener Bebauung mit Laden, mit rechtem Hofflügel                                                                                                   | Markt 14 (Karte)                                         | Vor 1800, Umbau um 1860                         | |          |
|                                         | Wohnhaus mit Laden (nur Gebäudeteil an Pirnaer Straße) in Ecklage | Mittelstraße 3 (Hauptanschrift Pirnaer Straße 6) (Karte) | Um 1830 (Wohnhaus); um 1900 (Ladenfront)        | Baugeschichtlich und städtebaulich von Bedeutung. Kleiner Innenhof und anliegende Gebäudeteile nahezu authentisch erhalten. Eckhaus mit Krüppelwalm und Erdgeschoss-Laden (Ladenfront um 1900), Gebäudeteil an Mittelstraße (Nummer 3) mit Erdgeschoss-Laden, kein Denkmal, gestrichen nach Objektbesichtigung März 2011, nicht denkmalwürdig. Eckhaus wurde bis April 2008 unter Mittelstraße 3 in der Denkmalliste geführt. 2017 abgerissen und durch Neubau ersetzt.                                         | 09285094 |
| Direkt Bild zu diesem Denkmal hochladen | Wohnhaus in geschlossener Bebauung | Mittelstraße 4 (bei) (Karte)                             | 2. Hälfte 18. Jahrhundert                       | Baugeschichtlich von Bedeutung, laut ALK-Daten und der mündlichen Aussage einer Bewohnerin gehört dieses Gebäude zu Mittelstraße 4, bis April 2008 irrtümlich unter Pirnaer Straße 6 erfasst. Zwischen 2017 und 2024 aus der Denkmalliste gestrichen. | 09285116 |
|                                         | Wohnhaus in geschlossener Bebauung, mit Hinterhaus | Mittelstraße 8 (Karte)                                   | 1. Hälfte 19. Jahrhundert                       | |          |
| Direkt Bild zu diesem Denkmal hochladen | Bahnerhaus (Klinker), neben dem Wasserturm | Mühlstraße 9 (Karte)                                     | Ende 19. Jahrhundert                            | |          |
|                                         | Mietshaus in geschlossener Bebauung, mit Laden | Mühlstraße 18 (Karte)                                    | Um 1900                                         | |          |
|                                         | Wohnhaus in geschlossener Bebauung | Niedergraben 5 (Karte)                                   | Bezeichnet mit 1799                             | |          |
|                                         | Wohnhaus in geschlossener Bebauung | Niederstraße 2 (Karte)                                   | Um 1830                                         | |          |
|                                         | Wohnhaus in geschlossener Bebauung | Obergraben 6 (Karte)                                     |                                                 | Baugeschichtlich und städtebaulich von Bedeutung; nach 2014 von der Denkmalliste gestrichen | 09285055 |
| Direkt Bild zu diesem Denkmal hochladen | Wohnhaus, freistehend | Obergraben 12 (Karte)                                    | Um 1820                                         | Zwischen 2001 und 2008 abgerissen |          |
| Direkt Bild zu diesem Denkmal hochladen | Wohnhaus, freistehend | Obergraben 13 (Karte)                                    | Um 1820                                         | Abgerissen |          |
| Direkt Bild zu diesem Denkmal hochladen | Wohnhaus | Obergraben 15 (Karte)                                    | Um 1820                                         | Baugeschichtlich und städtebaulich von Bedeutung; nach 2014 von der Denkmalliste gestrichen | 09285041 |
| Direkt Bild zu diesem Denkmal hochladen | Wohnhaus | Obergraben 16 (Karte)                                    | Um 1820                                         | Baugeschichtlich und städtebaulich von Bedeutung. Zwischen 2011 und 2015 abgerissen. | 09285037 |
| Direkt Bild zu diesem Denkmal hochladen | Wohnhaus in geschlossener Bebauung, zurückgesetzt | Oberstraße 10 (Karte)                                    | Bezeichnet mit 1893                             | Abgerissen |          |
| Direkt Bild zu diesem Denkmal hochladen | Ehemaliges Restaurant „Sächsischer Reiter“, später Verwaltungsgebäude der IFA-Karosseriewerke Radeberg                                                                 | Oberstraße 16 (Karte)                                    | Um 1880                                         | Zwischen 2001 und 2008 abgerissen |          |
| Direkt Bild zu diesem Denkmal hochladen | Ländliches Wohnhaus, freistehend, Giebelseite zur Straße | Oberstraße 18 (Karte)                                    | 18. Jahrhundert                                 | Abgerissen |          |
| Direkt Bild zu diesem Denkmal hochladen | Ländliches Wohnhaus in geschlossener Bebauung | Oberstraße 23 (Karte)                                    | 18. Jahrhundert                                 | Zwischen 2011 und 2015 abgerissen |          |
| Direkt Bild zu diesem Denkmal hochladen | Ländliches Wohnhaus in geschlossener Bebauung | Oberstraße 24 (Karte)                                    | 2. Viertel 19. Jahrhundert                      | Obergeschoss Fachwerk, verputzt; zwischen 2011 und 2015 abgerissen |          |
| Direkt Bild zu diesem Denkmal hochladen | Ländliches Wohnhaus in geschlossener Bebauung | Oberstraße 25 (Karte)                                    | Anfang 19. Jahrhundert                          | Zwischen 2011 und 2015 abgerissen |          |
|                                         | Wohnhaus in geschlossener Bebauung mit Seitenflügel | Oberstraße 31 (Karte)                                    | Um 1850                                         | Baugeschichtlich von Bedeutung, Seitenflügel erstreckt sich weit in die Tiefe des Grundstückes. Zwischen 2017 und 2024 aus der Denkmalliste gestrichen. | 09285170 |
|                                         | Wohnhaus in halboffener Bebauung mit linkem Hofflügel | Oberstraße 32 (Karte)                                    | Vor 1850                                        | Städtebaulich von Bedeutung | 09285171 |
| Direkt Bild zu diesem Denkmal hochladen | Wohnhaus in Ecklage | Otto-Bauer-Straße 2 (Karte)                              | Nach 1900                                       | Städtebaulich von Bedeutung; nach 2014 von der Denkmalliste gestrichen | 09285433 |
| Direkt Bild zu diesem Denkmal hochladen | Wohnhaus, freistehend, in Ecklage | Otto-Bauer-Straße 10 (Karte)                             | Um 1900                                         | |          |
| Direkt Bild zu diesem Denkmal hochladen | Mietshaus in nach rechts geschlossener Bebauung | Pillnitzer Straße 8 (Karte)                              |                                                 | |          |
| Direkt Bild zu diesem Denkmal hochladen | Wohnhaus mit Laden (nur Gebäudeteil an Pirnaer Straße) in Ecklage | Pirnaer Straße 6 (Mittelstraße 3) (Karte)                | Um 1830 (Wohnhaus); um 1900 (Ladenfront)        | Baugeschichtlich und städtebaulich von Bedeutung. Kleiner Innenhof und anliegende Gebäudeteile nahezu authentisch erhalten. Eckhaus mit Krüppelwalm und Erdgeschoss-Laden (Ladenfront um 1900), Gebäudeteil an Mittelstraße (Nummer 3) mit Erdgeschoss-Laden, kein Denkmal, gestrichen nach Objektbesichtigung März 2011, nicht denkmalwürdig. Eckhaus wurde bis April 2008 unter Mittelstraße 3 in der Denkmalliste geführt. 2017 abgerissen und durch einen Neubau ersetzt.                                   | 09285094 |
|                                         | Wohnhaus in geschlossener Bebauung mit Laden, mit allen Hofgebäuden | Pirnaer Straße 9 (Karte)                                 | 2. Hälfte 18. Jahrhundert                       | |          |
|                                         | Bäuerliches Wohnhaus in geschlossener Bebauung, mit linkem Hofflügel                                                                                                   | Pirnaer Straße 33 (Karte)                                | 1. Hälfte 18. Jahrhundert                       | |          |
| Direkt Bild zu diesem Denkmal hochladen | Herrenmühle | Pulsnitzer Straße 1 (Karte)                              | 18. Jahrhundert; 1920er Jahre (Villa)           | Ältester Bau, parallel zurückgesetzt hinter neuerem Bau entlang der Pulsnitzer Straße, sowie Fabrikanlagenvilla (runder Treppenturm) und parkähnlichem Garten; zwischen 2008 und 2011 abgerissen |          |
|                                         | Wohnhaus in geschlossener Bebauung, rechtwinklig zur Pulsnitzer Straße gelegen                                                                                         | Pulsnitzer Straße 10, 12 (Karte)                         | Um 1925                                         | |          |
|                                         | Ländliches Wohnhaus, vom Typus in geschlossener Bebauung | Pulsnitzer Straße 19 (Karte)                             | 2. Viertel 19. Jahrhundert                      | |          |
| Direkt Bild zu diesem Denkmal hochladen | Wohnhaus in nach rechts geschlossener Bebauung, mit Hofgebäuden | Pulsnitzer Straße 29 (Karte)                             | Um 1870, um 1910 überformt                      | Zwischen 2011 und 2015 abgerissen |          |
| Direkt Bild zu diesem Denkmal hochladen | Wohnhaus in geschlossener Bebauung | Pulsnitzer Straße 31 (Karte)                             | 1850er Jahre                                    | Zwischen 2011 und 2015 abgerissen |          |
| Direkt Bild zu diesem Denkmal hochladen | Bäuerliches Wohnhaus in nach links geschlossener Bebauung | Pulsnitzer Straße 33 (Karte)                             | Um 1850                                         | Zwischen 2011 und 2015 abgerissen |          |
| Direkt Bild zu diesem Denkmal hochladen | Wohnhaus | Pulsnitzer Straße 41 (Karte)                             |                                                 | Zwischen 2001 und 2008 abgerissen |          |
|                                         | Gartenhaus des ehemaligen Schützenhauses | Pulsnitzer Straße 67 (Karte)                             | 1. Hälfte 19. Jahrhundert                       | |          |
| Direkt Bild zu diesem Denkmal hochladen | Wohnhaus in nach links geschlossener Bebauung, nach rechts freistehend                                                                                                 | Röderstraße 19 (Karte)                                   | 2. Viertel 19. Jahrhundert                      | Abgerissen |          |
|                                         | Wohnhaus (Fachwerk), freistehend | Schloßstraße 3 (Karte)                                   | 1. Hälfte 19. Jahrhundert                       | |          |
| Direkt Bild zu diesem Denkmal hochladen | Wohnhaus, freistehend | Schloßstraße 4 (Karte)                                   | Bezeichnet mit 1899, Kern älter                 | Zwischen 2001 und 2008 abgerissen |          |
| Direkt Bild zu diesem Denkmal hochladen | Bauernhof mit bäuerlichem Wohnhaus und Seitenflügel mit Schuppen (Klinker)                                                                                             | Schloßstraße 5 (Karte)                                   | Um 1800                                         | Zwischen 2001 und 20089 abgerissen |          |
| Direkt Bild zu diesem Denkmal hochladen | Wohnhaus in offener Bebauung | Stolpener Straße 15a (Karte)                             | 1. Hälfte 19. Jahrhundert                       | Baugeschichtlich von Bedeutung, Sandsteingewände. Zwischen 2017 und 2024 aus der Denkmalliste gestrichen. | 09285515 |
| Direkt Bild zu diesem Denkmal hochladen | Wohnhaus eines ehemaligen Bauernhofes | Wasserstraße 4 (Karte)                                   | 2. Hälfte 19. Jahrhundert                       | Zwischen 2011 und 2015 abgerissen |          |

## Tabellenlegende
- Bild: Bild des Kulturdenkmals, ggf. zusätzlich mit einem Link zu weiteren Fotos des Kulturdenkmals im Medienarchiv Wikimedia Commons. Wenn man auf das Kamerasymbol klickt, können Fotos zu Kulturdenkmalen aus dieser Liste hochgeladen werden:
- Bezeichnung: Denkmalgeschützte Objekte und ggf. Bauwerksname des Kulturdenkmals
- Lage: Straßenname und Hausnummer oder Flurstücknummer des Kulturdenkmals. Die Grundsortierung der Liste erfolgt nach dieser Adresse. Der Link (Karte) führt zu verschiedenen Kartendiensten mit der Position des Kulturdenkmals. Fehlt dieser Link, wurden die Koordinaten noch nicht eingetragen. Sind diese bekannt, können sie über ein Tool mit einer Kartenansicht einfach nachgetragen werden. In dieser Kartenansicht sind Kulturdenkmale ohne Koordinaten mit einem roten bzw. orangen Marker dargestellt und können durch Verschieben auf die richtige Position in der Karte mit Koordinaten versehen werden. Kulturdenkmale ohne Bild sind an einem blauen bzw. roten Marker erkennbar.
- Datierung: Baubeginn, Fertigstellung, Datum der Erstnennung oder grobe zeitliche Einordnung entsprechend des Eintrags in der sächsischen Denkmaldatenbank
- Beschreibung: Kurzcharakteristik des Kulturdenkmals entsprechend des Eintrags in der sächsischen Denkmaldatenbank, ggf. ergänzt durch die dort nur selten veröffentlichten Erfassungstexte oder zusätzliche Informationen
- ID: Vom Landesamt für Denkmalpflege Sachsen vergebene, das Kulturdenkmal eindeutig identifizierende Objekt-Nummer. Der Link führt zum PDF-Denkmaldokument des Landesamtes für Denkmalpflege Sachsen. Bei ehemaligen Kulturdenkmalen können die Objektnummern unbekannt sein und deshalb fehlen bzw. die Links von aus der Datenbank entfernten Objektnummern ins Leere führen. Ein ggf. vorhandenes Icon  führt zu den Angaben des Kulturdenkmals bei Wikidata.

## Ausführliche Denkmaltexte
1. ↑  Dehio – Handbuch der deutschen Kunstdenkmäler / Sachsen Band 1:

Evangelische Stadtkirche. Nordöstlich auf einer Anhöhe an der ehem. Stadtmauer gelegen. Spätgotischer Kernbau um 1486, an der ehem. Sakristei ein dorthin versetztes schlichtes gotisches Türgewände mit der Jahreszahl 1498 erhalten. Die Kirche nach Brand von 1714 neu aufgebaut, 1730 geweiht, 1887–89 Umbau durch Georg Weidenbach und Anton Kaeppler, Neubau des 61 m hohen Südturmes an dem Standort eines älteren Turmes. 1969–71 Erneuerung des Außenputzes, des Daches und Entkernung des Innenraumes. Einfache Saalkirche mit sich anschließendem, auffallend langgestrecktem Chor mit 5/8-Schluss. Äußere Fassade mit einheitlichen, hohen Rundbogenfenstern mit Sandsteingewänden, Lisenengliederung und steilem Walmdach. Schlanker, stadtbildbestimmender Südturm an den Saal angefügt, auf hohem quadratischem Untergeschoss als Oktogon aufgeführt, abgeschlossen mit Haube, Laterne und spitzem Turmhelm. Das Innere nach Entfernung der Einbauten von 1889 nur noch ein sehr nüchterner flachgedeckter Raum. An Ausstattung sind nur die barocke Sandsteintaufe in rein dekorativer Form und die prächtige barocke Sandsteinkanzel von Johann Christian Feige d. Ä. von 1730 erhalten. Am Kanzelfuß Moses, am Korb die Evangelisten und in den Kartuschen Inschriften zum Augsburger Bekenntnis, dem Ort der Predigt und der Stifterfamilie, der Schalldeckel vermutlich noch original. An der Nordostseite der Kirche barockes Grabdenkmal des Bürgermeisters Christoph Seydel († 1747), der nach der Entdeckung von Heilwasserquellen im nahegelegenen Tannengrund das Augustusbad begründete (1720).
2. ↑  Ausgedehnte Anlage, die 1719 gegründet wurde. 1717 und nach 1767 verschiedene ziemlich reine Eisenquellen gefunden, die Grundlage für Heilbad bildeten. 18., 19. Jahrhundert verschiedene Besitzerwechsel, diverse Bautätigkeiten auf dem Gelände des Augustusbades. 1905 Nutzung fünf verschiedener Quellen für Bäder und Trinkkuren. 1896 Kauf des Augustusbades durch Leipziger Apotheker Willmar Schwabe, mit Gütern Förstel und Gleesberg zu gemeinnütziger Familienstiftung für Arme und Bedürftige vereint. Lange und wechselvolle Geschichte des Augustusbades. 1898–1903 hatten 9603 Patienten Aufnahme gefunden. Nach Zweitem Weltkrieg 1945 Besetzung des Bades durch Rote Armee. 1959 Volkseigentum. 1952 von Volkspolizei übernommen und bis nach 1989 als Polizeischule genutzt. Im Gelände rund um Luisenhof befand sich zu DDR-Zeiten ein Altersheim („Feierabendheim“). 1992 Rückübertragung Augustusbad an neu gegründete „Dr. Willmar Schwabesche Heimstättenstiftung“. Versuch einer Wiederbelebung bisher nur geplant, gegenwärtig ständig zunehmender Verfall der Gebäude und Anlagen und Verwilderung des Parks.
3. ↑  Dehio – Handbuch der deutschen Kunstdenkmäler / Sachsen Band 1:

Schloss Klippenstein, heute Heimatmuseum. Am östlichen Stadtrand am Eingang des Hüttertales auf einem Felsen gelegen, zur Stadtseite Schloßteich. Wohl um 1200 entstanden, erste urkundliche Erwähnung 1289 als „Castrum Radberch“. Nach Überfall der Hussiten zerstört, Ausbau als Amts- und Jagdschloss unter Herzog Moritz von Sachsen Mitte 16. Jahrhundert, Anlage der Vorburg 1. Hälfte 16. Jahrhundert. Erster Amtmann Hans von Dehn-Rothfelser, der vermutlich den Umbau zu einem Renaissanceschloss leitete. Restauriert 1628 durch Ezechiel Eckhardt, 1715 Abbruch des Rundturmes, 1772 werden die Renaissance-Zwerchgiebel abgebrochen, der ehemalige hölzerne Laubengang zum Burghof durch einen Arkadengang ersetzt, das nunmehr verbreiterte Gebäude mit neuem Satteldach gedeckt. Veränderungen und Erweiterungen an der Vorburg Ende 18. Jahrhundert. Bis 1952 Amtsgericht, die Vorburg Gefängnisanlage. 1953 Einrichtung eines Heimatmuseums. Ab 1993 Sanierung der Außenfassade des Hauptbaus. Zweigeschossige geschlossene Dreiflügelanlage auf hohem Unterbau um spitzwinkeligen Innenhof. Hauptfassade südlich zur Großen Röder mit Fürstentreppe und prächtigem Renaissanceportal in Sandstein-Ädikula, gekoppelte Fenster mit Sandsteingewänden im Stil der Dresdner Frührenaissance, im Untergeschoss mit Segmentbögen. Auf der Innenseite zum Hof Arkadengang, der 1840 geschlossen wurde. Zur gleichen Zeit wurde wahrscheinlich auch in die heutige Eingangshalle eine Decke eingezogen. An der Westspitze ein Bauteil mittelalterlichen Ursprungs auf quadratischem Grundriss mit tonnengewölbtem Raum. Im Untergeschoss des Hauptflügels Folge kreuzgratgewölbter Räume mit Renaissance-Türgewänden, der südöstlichste mit Mittelsäule. Im Obergeschoss schlichte Säle mit einfacher Stuckdecke, vermutlich aus dem Umbau 1772. Im Dachstuhl noch Reste eines Renaissance-Giebels. Die Vorburg schließt sich um den stadtseitigen Flügel, auf der Hofseite vermutlich teilweise unter Wiederverwendung der alten Burgmauern. Zur Schloßstraße Durchfahrt mit Fachwerkobergeschoss, 18. Jahrhundert. Von der mittelalterlichen Burganlage noch die Ruine des Eulenturmes auf der Ostseite erhalten.
4. ↑  Das in Rede stehende Objekt wurde im Rahmen der Erfassung der Kulturdenkmale im Freistaat Sachsen am 1. Januar 1992 wegen seiner baugeschichtlichen und landschaftsprägenden Bedeutung als Kulturdenkmal gemäß § 2 SächsDSchG in die Denkmalliste der Stadt Radeberg eingetragen. Die Brücke befindet sich im Hüttertal, welches – zwischen Wallroda und Radeberg gelegen – ein seit 1954 ausgewiesenes Landschaftsschutzgebiet mit einer Fläche von 54 Hektar ist und im Übergangsbereich vom Westlausitzer Hügel- und Bergland zum Schönfelder Hochland liegt. Durch das Hüttertal fließt die Große Röder in Richtung Radeberg. In den Bereich der jetzigen Hüttermühle, zu deren Zuwegung die hier zu benennende Brücke dient, lokalisieren Historiker die Wüstung Altrabig (auch als Aldenradeberg und Altradeberg bezeichnet). Gemäß einer Legende soll es sich dabei um die Stadt Radeberg selbst gehandelt haben, bevor sie am jetzigen Standort erbaut wurde. Die Siedlung war bereits vor 1349/50 aufgegeben worden, denn im Lehnbuch Friedrichs des Strengen, Markgraf von Meißen und Landgraf von Thüringen, wird bereits vom verschwundenen Aldenradenberg geschrieben. Der Heimatforscher Alfred Meiche notierte im Jahr 1927 in seinem Mühlenbuch, er vermute den Standort der Altradeberger Mühle ungefähr an der Stelle der heutigen Hüttermühle. Die Flurstücke und Felder in diesem Teil des Hüttertals hießen früher Altradeberger Stücke und deuten somit auf die ehemalige Siedlung hin. In den Jahren 1590/91 wurde an der Stelle des alten Schleifwerks durch Blasius Lorentz die Hüttermühle errichtet. Die Wassermühle diente zunächst als Walkmühle. Christian Zschiedrich baute die Mühle im 17. Jahrhundert zu einer Brettmühle um. Bekannte Besitzer der Mühle waren zum Beispiel Ernst Friedrich von Döhlau, Johann Christoph von Naumann und Gottfried Arnhold. [auch Arnoldsmühle] Zu Beginn des 19. Jahrhunderts fungierte die Hüttermühle sowohl als Säge- als auch als Lohmühle. Auf dem Gelände wurden Pferde- und Kuhställe sowie weitere Wirtschaftsgebäude errichtet. Der Mühlenbetrieb wurde bis 1870 aufrechterhalten. Die Hüttermühle selbst erhielt 1877 das Schankrecht. Der Betrieb lief einschließlich Nutzung des Mühlteichs zum Gondeln bzw. Eislaufen bis zum beginnenden 20. Jahrhundert, ehe es dann zum wirtschaftlichen Ruin der Gaststätte kam. 1973 wurden zahlreiche Sanierungsarbeiten sowohl am Mühlengebäude als auch am Teich sowie dem umliegenden Gelände durchgeführt. Bis zum Ende der DDR im Jahre 1989 wurde der Betrieb in der Hüttermühle als öffentliche Gaststätte fortgeführt und anschließend rein privat bewirtschaftet. Teile der Hüttermühle sowie der Mühlgraben mit Wehr und die zur Mühle über die Röder führende Brücke, umgeben von ausgedehnten Wiesenflächen der Röder-Aue, stehen unter Denkmalschutz.
Hinsichtlich der Beschreibung, bauhistorischen und ortshistorischen Einordnung des Bauwerkes kann ich mich an dieser Stelle nur den Ausführungen des zuständigen Querschnittsreferenten für technische Denkmale, Herrn Dr. Streetz anschließen, der in seiner Fachstellungnahme zum Antrag auf Denkmalschutzrechtliche Genehmigung des Abbruchs der Brücke an die Untere Denkmalschutzbehörde vom 09.08.2016 Folgendes darlegt: „Das Bauwerk ist Kulturdenkmal gemäß § 2 SächsDSchG aus geschichtlichen und landschaftsprägenden Gründen (allgemeine gesetzliche Definitionen). Konkret handelt es sich um eine einbogige Natursteinbrücke mit aufgelegter Fahrbahn, die konstruktiv aus dem tragenden Bogen zwischen zwei massiven Widerlagern, darauf sitzenden Stirnwänden und einem neuzeitlichen Füllstabgeländer besteht. Es handelt sich damit um eine regionaltypische Brücke, die im Zuge einer kleinen Erschließungsstraße zur Hüttermühle das Landschaftsbild – hier eine weitläufige Flussaue – in charakteristischer Weise prägt. Die Brücke ist am Schlussstein auf 1761 datiert. Es ist nicht auszuschließen, dass es sich dabei um eine Spolie von einem Vorgängerbau handelt, denn im Schreiben der Stadt Radeberg vom 19. März 2015 wird auf maschinell bearbeitete Sandsteine im tragenden Bogen verwiesen. Da Denkmalpflege nicht automatisch auf einen imaginären Urzustand zielt, sondern man es bei den meisten Objekten mit einem gewachsenen Zustand zu tun hat, dessen Geschichte zum Denkmalwert beiträgt, ist die Frage nach der Ursprünglichkeit hier nicht ausschlaggebend. Sollte es sich dabei um eine weitgehende Reparatur späterer Jahrhunderte handeln, so ist dabei genau das beachtet worden, was nunmehr verloren zu gehen droht: Konstruktion und Erscheinungsbild sind getreu bewahrt und nur in erforderlichem Maß reproduziert worden. Die harmonische Einbettung in das Tal wurde stets gewährleistet. Die genannte Jahreszahl 1761 verweist zudem darauf, dass es sich um einen schon lange bestehenden Brückenstandort handelt, der sehr früh eine steinerne Konstruktion erhielt. Die steht vermutlich im Zusammenhang mit der wirtschaftlichen Nutzung der durch die Brücke erschlossenen Mühle und ist von regionalgeschichtlicher Relevanz.“
Dieses über mehrere Jahrhunderte bestehende und vermutlich aus Anlass vergangener Hochwasserereignisse mehrfach instandgesetzte Brückenbauwerk trägt mit seiner charakteristischen Bauweise zur regionalen Identität bei. Das öffentliche Erhaltungsinteresse (Denkmalwürdigkeit) des als Kulturdenkmal gemäß § 2 SächsDSchG ausgewiesenen Objektes begründet sich durch das Vorhandensein des wissenschaftlich- dokumentarischen Zeugniswertes desselben, der ihm zukommt aufgrund seines beschriebenen Authentizitätsgrades. Darüber hinaus ist die Brücke wichtiger Bestandteil des Ortsbildes bzw. Landschaftsausschnittes des o. g. Hüttertals und der damit verbundenen historischen Entwicklung im Zusammenhang mit der ebenfalls im Text erwähnten, unmittelbar benachbarten Hüttermühle.